# 21 Pułk Ułanów Nadwiślańskich
21 Pułk Ułanów Nadwiślańskich (21 puł) – oddział kawalerii Wojska Polskiego.
Pułk został sformowany w lipcu 1920, w Starej Wsi jako 11 pułk konnych strzelców granicznych, później przemianowany na 21 pułk Ułanów Nadwiślańskich.
W okresie międzywojennym stacjonował w garnizonie Równe na Wołyniu, a szwadron zapasowy w Łucku.

## Powstanie i organizacja pułku
W 1920 roku powstało szereg nowych polskich jednostek wojskowych. W celu zasilenia wyczerpanych walczących armii, została powołana do życia Armia Ochotnicza. Miała ona odegrać dwojaką rolę: materialną – przez uzupełnienie istniejących już jednostek bądź to przez zorganizowanie nowych oraz moralną przez wprowadzenie do wojska ludzi świeżych, pełnych zapału i wiary w zwycięstwo. Naczelny Wódz wydał rozkaz formowania kilku nowych jednostek, a wśród nich 11 pułk konnych strzelców granicznych przemianowany następnie na 21 pułk ułanów. Strzelcy graniczni posiadali wówczas dwie szkoły podoficerskie, które przez dziewięć miesięcy szkoliły młodych podoficerów. Zasilili oni później dziesięć pułków strzelców granicznych. Jedna ze szkół znajdowała się w Ciechanowie, a druga w Starej Wsi pod Warszawą. Dzięki staraniom oficerów popartych przez dowódcę strzelców granicznych płk. Bronisława Zaniewskiego, minister spraw wojskowych zezwolił na sformowanie z obydwu szkół podoficerskich pułku kawalerii. 24 lipca przybyli do Starej Wsi absolwenci szkoły z Ciechanowa pod dowództwem mjr. Bohdana Dąbrowskiego, który jednocześnie został wyznaczony na dowódcę pułku. Pomimo szybkiego tempa w jakim pracowano nad sformowaniem jednostki, nie zdołano do dnia 27 lipca jej sformować. W dniu 28 lipca do dalszego jej formowania zostaje wyznaczony płk Aleksander Kunicki i otrzymuje on rozkaz nakazujący sformowanie pułku do 1 sierpnia 1920 roku. Przyjeżdża do Starej Wsi 29 lipca i natychmiast rozpoczyna dalszą pracę nad organizowaniem pułku. Warunki i posiadany materiał zarówno ludzki, jak i koński mógł niejednego zniechęcić do pracy, ale płk Kunicki wytrwał i pracując dzień i noc w wyznaczonym dniu zameldował o sformowaniu pułku i jego gotowości marszowej. Do sformowania poszczególnych szwadronów dowództwo pułku zakwaterowano w Starej Wsi, 1 szwadron w Rudni, 2 szwadron w Gadówce, 3 szwadron w Sępochowie, 4 szwadron w Człekówce i pluton ckm-ów w Chrosnej.
Kadra oficerska składała się z oficerów legionów i byłej armii rosyjskiej, podoficerska z byłych armii zaborczych oraz wychowanków szkół podoficerskich strzelców granicznych, a szeregowcy wcieleni zostali z pułków strzelców granicznych. Byli wśród nich również uczniowie szkół podoficerskich. Uzbrojenie pułku składało się z karabinków produkcji francuskiej, szable i lance były niemieckie i francuskie. Każdy ze szwadronów posiadał na wyposażeniu cztery rkm-y „Chauchat”, a pluton karabinów maszynowych dwa „Maximy” na wozach. Umundurowanie składało się z płaszczy (przeważnie amerykańskich), furażerki oraz butów w większości trzewików piechoty. Siodła dla koni były kanadyjskie, meksykańskie, austriackie i niemieckie. Większość koni nie chodziła pod siodłem, a tylko część z nich była ze szkół podoficerskich strzelców granicznych. W skład pułku wchodziły cztery szwadrony liniowe, pluton ckm-ów i pluton telefoniczny, a każdy szwadron liniowy z trzech plutonów, które z kolei składały się z trzech sekcji liniowych i jednej ręcznych karabinów maszynowych. Z dniem 1 sierpnia pułk organizując się w dalszym ciągu, rozpoczął ćwiczenia. 5 sierpnia do Starej Wsi przyjechał na inspekcję inspektor kawalerii gen. por. Kawecki, który bardzo dobrze ocenił pułk. Z dniem 7 sierpnia pułk zostaje oddany do dyspozycji wojskowego gubernatora Warszawy i dostaje również rozkaz dowódcy Okręgu Generalnego Warszawa o wymarszu w dniu 8 sierpnia.
| Obsada personalna pułku w 8 sierpnia 1920 | Obsada personalna pułku w 8 sierpnia 1920 |
| ----------------------------------------- | ----------------------------------------- |
| Dowództwo                                 |                                           |
| dowódca pułku                             | płk Aleksander Kunicki                    |
| zastępca dowódcy pułku                    | mjr Bohdan Dąbrowski                      |
| zastępca dowódcy pułku                    | rtm. Aleksander Obertyński                |
| 1 adiutant                                | por. Adolf Zieliński                      |
| 2 adiutant                                | por. Stanisław Broczyński                 |
| oficer broni                              | pchor. Bolesław Dymsza                    |
| p.o. ofic. prow.                          | wachm. szt. Eugeniusz Kłoczkowski         |
| oficer gospodarczy                        | wachm. Tadeusz Dziędzielewski             |
| oficer taborowy                           | pchor. Mieczysław Leżański                |
| naczelny lekarz sanit.                    | por. Eustachy Siedlecki                   |
| naczelny lekarz wet.                      | rtm. Ignacy Grymiński                     |
| kapelan                                   | ks. Walerian Kwiatkowski                  |
| 1 szwadron                                |                                           |
| dowódca szwadronu                         | por. Mieczysław Podgórski                 |
| dowódca I plutonu                         | ppor. Józef Rybka                         |
| dowódca II plutonu                        | pchor. Tadeusz Plackowski                 |
| dowódca III plutonu                       | pchor. Henryk Stabiński                   |
| 2 szwadron                                |                                           |
| dowódca szwadronu                         | ppor. Wacław Wróblewski                   |
| dowódca I plutonu                         | ppor. Zdzisław Rudnicki                   |
| dowódca II plutonu                        | pchor. Władysław Suchecki                 |
| dowódca III plutonu                       | pchor. Zbigniew Trzciński                 |
| 3 szwadron                                |                                           |
| dowódca szwadronu                         | por. Władysław Barylski                   |
| dowódca I plutonu                         | ppor. Stanisław Nadstawny                 |
| dowódca II plutonu                        | pchor. Stanisław Koszarski                |
| dowódca III plutonu                       | pchor. Ludwik Stokłasso                   |
| 4 szwadron                                |                                           |
| dowódca szwadronu                         | por. Zdzisław Komarnicki                  |
| dowódca I plutonu                         | ppor. Kazimierz Pawłowski                 |
| dowódca II plutonu                        | pchor. Maksymilian Palysiewicz            |
| dowódca III plutonu                       | pchor. Wacław Wegenko                     |
| dowódca IV plutonu                        | pchor. Stanisław Stankiewicz              |
| Pododdziały specjalne                     |                                           |
| dowódca plutonu ckm                       | ppor. Antoni Rozwadowski                  |
| dowódca plutonu telefonicznego            | ppor. Władysław Wójtowicz                 |

## Działania zbrojne

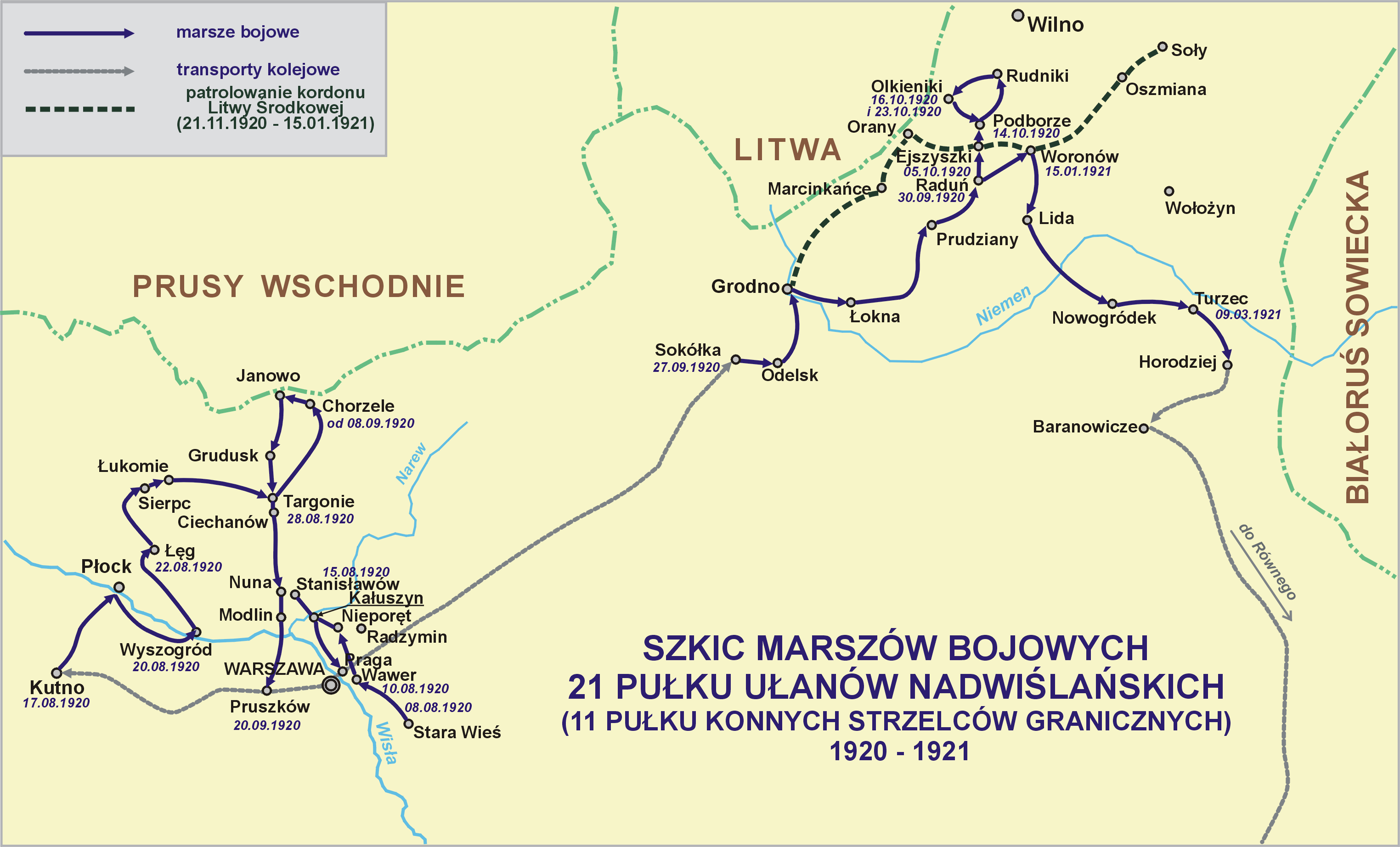
Tereny działań pułku w latach 1920–1921

### Na przedmościu warszawskim
Pod Radzyminem
O godz. 7 rano dnia 8 sierpnia, pułk po wysłuchaniu mszy świętej przemaszerował ze Starej Wsi do Starej Miłosny pod Warszawą, a 10 sierpnia przechodzi do Wawra. Wydziela 1 szwadron do dyspozycji gen. Palewicza, który jest dowódcą odcinka „Świder”. Szwadron ma patrolować lasy wzdłuż rzeki Świder na odcinku Otwock, Karczew, Otwock Wielki do Wisły. Patrole kawalerii sowieckiej dochodziły już do Wisły. 12 sierpnia pułk przemaszerował z Wawra do Nieporętu, gdzie dołącza do niego pierwszy szwadron. W tym samym dniu 1 Armia Polska osiągnęła podczas odwrotu umocnienia przedmościa Warszawy, przebiegające po linii rzeki Rządzy i ujścia Świdra. Od 13 sierpnia idące w ślad za nią dywizje sowieckie zaatakowały stolicę na północnym odcinku przedmościa, który broniła 11 DP. 46 pułk tej dywizji zostaje po południu odrzucony do tyłu i do Radzymina wkraczają oddziały sowieckie. Po przemarszu 11 pułku do Nieporętu, dowódca pułku dostaje rozkaz wysłania patroli w kierunku na Radzymin i fort Beniaminów. Ma, to na celu nawiązanie łączności między 46 a 48 pp. W ciągu nocy patrole wykonały swoje zadanie. 14 sierpnia pułk przemaszerował do Kałuszyna, przechodząc tam pod rozkazy dowódcy odcinka „Zegrze” płk. Małachowskiego.
Wypad na Stanisławów
5 Armia gen. Sikorskiego w dniu 14 sierpnia rozpoczęła przeciwnatarcie, które zostało miejscami uwieńczone sukcesem. W tym samym dniu, pułk po przemarszu do Kałuszyna dostał od dowódcy odcinka „Zegrze” rozkaz zajęcia odcinka na rzece Narwi od folwarku Dębe do Orzechowa oraz nawiązania i utrzymania łączności między 5 Armią a oddziałami VII Brygady Rezerwowej. Miał również prowadzić rozpoznanie na północnym brzegu Narwi. Zajął wyznaczony odcinek pomiędzy VII brygadą a 69 pp. Do częściowego wykonania powierzonego zadania, dowódca pułku wysłał 15 sierpnia podjazd w sile pierwszego szwadronu dowodzonego przez por. Podgórskiego. Podjazd miał sprawdzić, czy wsie Stanisławów i Nuna są obsadzone przez nieprzyjaciela. Okazało się, że znajdują się tam sowieckie wojska, a na dodatek rozpoznał ich rozmieszczenie. Uderzenie na wsie bez wsparcia artyleryjskiego i karabinów maszynowych nie było możliwe. Dowódca pułku dostaje w tym dniu rozkaz od dowódcy odcinka na przeprowadzenie wspólnie z VII brygadą ataku na Stanisławów. Nocą z 15 na 16 sierpnia szwadrony 2 i 4 dowodzone przez rtm. Obertyńskiego przechodzą przez most na Narwi i wykorzystując ciemności podchodzą niepostrzeżenie do wsi. Brygada rezerwowa rozpoczyna działanie, a ubezpieczenie przednie dywizjonu zostaje ostrzelane. Drugi szwadron zostaje spieszony i rozpoczyna natarcie, a czwarty szwadron ma zabezpieczyć skrzydła 2 szwadronu obchodząc wieś od strony zachodniej. Pułki piechoty już wcześniej rozpoczęły zadania i wycofywały się, więc szwadrony zmuszone zostały do opuszczenia wsi i wycofania się w stronę folwarku Dębe. Cofnęły się jako ostatnie na południową stronę Narwi, ostrzeliwane przez sowiecką artylerię i karabiny maszynowe. Nie poniosły przy tym żadnych strat.
W pościgu za korpusem Gaja od Płocka do Ciechanowa
W dniu 16 sierpnia pułk zostaje zmieniony na swoim odcinku frontu przez 6 Pułk Strzelców Granicznych i dostaje rozkaz przegrupowania się do Warszawy. Tam ma się załadować na transport kolejowy i przejechać do Płocka, w którym ma być do dyspozycji dowódcy przedmościa gen. Karnickiego. 17 sierpnia zostaje pułk załadowany na transport i tego samego dnia przejeżdża do Kutna, a dalej forsownym całonocnym marszem przemieszcza się pod Płock. Zakwaterował się w Dobrzykowie. Po zameldowaniu się u dowódcy grupy w Płocku, dowódca pułku otrzymuje rozkaz przeprawienia się konno przez Wisłę. Dalej ma obejść Rosjan od północnego wschodu i wyprzeć ich spod Płocka oraz współdziałać w ofensywie wspólnie z 2 Brygadą Jazdy. Płk Kunicki wiedząc, że ułani i konie są wyczerpane szybkim marszem i nie będą w stanie przepłynąć wpław rzeki, zwołuje odprawę, na której decyduje się na wykonanie przejścia rzeki przez most pod Wyszogrodem.
Kontrofensywa polska posuwała się szybko naprzód. Armie sowieckie wycofywały się zdemoralizowane tracąc olbrzymie ilości jeńców i sprzętu. Korpus Gaja zapędził się w kierunku na Toruń i Włocławek. Utracił łączność z pozostałymi sowieckimi oddziałami, ponieważ nie był przygotowany na tak szybki odwrót. Naciskany przez polskie oddziały cofał się wzdłuż granicy Prus Wschodnich. Musiał krwawo się przebijać, żeby wydostać się z matni. 20 sierpnia pułk wykonując postawione przed, nim zadania, przechodzi Wisłę pod Wyszogrodem i forsownym marszem idzie na północ w pościgu za oddziałami Gaja. 21 sierpnia dochodzi do styczności z kawalerią sowiecką i pułk staczając z, nim potyczki chce doprowadzić do walki całym oddziałem. 22 sierpnia maszeruje przez Ostrzykowo – Zagrubkę – Bicisk i zatrzymuje się na nocleg w rejonie Łęg i wsi Psary, a 23 sierpnia depcząc nieprzyjacielowi po piętach przemaszerował przez Szumanie-Jeżowo-Sierpc-Łukomie oczyszczając teren od zdemoralizowanych i zdezorganizowanych oddziałów sowieckich. Tego samego dnia nawiązuje łączność z 2 Brygadą Jazdy, wchodząc w jej skład. Gaj ze swoim korpusem zostaje przyparty do granic Prus Wschodnich i nie mogąc wydostać się z matni, przechodzi pod Kolnem granicę pruską. Pułk 26 sierpnia otrzymuje rozkaz ściągnięcia podjazdów i ubezpieczeń i przemaszerowania pod Ciechanów. Udaje się tam z całą 2 brygadą celem uzupełnienia braków w ludziach i koniach.

### Postój pułku w odwodzie
Pod Ciechanowem
28 sierpnia pułk staje we wsi Targonie i Regimin znajdujących się na północ od Ciechanowa. Czas postoju zostaje poświęcony na uzupełnienie wyszkolenia i braków w sprzęcie. 2 września gen. Kostecki przegląda pułk, udzielając jego dowódcy pochwały za jego wygląd i wyszkolenie. 3 września do pułku zostaje przywieziony proporzec mający służyć tymczasowo jako sztandar. Został on ufundowany przez grono pań i sympatyków pułku. Inicjatorem tego był dowódca strzelców granicznych płk Zaniewski. Postój w Ciechanowie został przerwany nocą 6 na 7 września. Ogłoszony został alarm przez dowództwo 2 brygady. Z wiadomości otrzymanych przez brygadę wynikało, że dwa pułki sowieckiej kawalerii przedostały się przez granicę Prus Wschodnich i maszerują wzdłuż granicy na tyły oddziałów polskich. Dowódca pułku wysyła 1 i 2 szwadron oraz pluton karabinów maszynowych nakazując, im dokładne sprawdzenie obszaru Janowa i Chorzeli, a także ścigania i zniszczenia oddziałów nieprzyjaciela. Podjazdy sprawdziły teren pasa nadgranicznego wzdłuż rzeki Orzyc, ale sowietów nie napotkały. Wyłapały tylko wystraszonych i wygłodniałych Rosjan ukrywających się w lasach. 13 września po odprawionej przez biskupa polowego Galla mszy, odbył się przegląd i defilada 2 brygady. Przeglądu dokonał jej nowy dowódca płk Strzemiński. Brygada za parę dni miała wyruszyć na front. W dniu 17 września do pułku nadeszła wiadomość informująca, że obecny dowódca płk Kunicki ma przekazać obowiązki dla rtm. Obertyńskiego i odejść do dyspozycji Ministerstwa Spraw Wojskowych. Wymarsz dla pułku został wstrzymany i nakazany przemarsz do Pruszkowa pod Warszawą. Tym samym nadzieje pułku na ściganie wroga zostały rozwiane.
Pod Pruszkowem
20 września przemaszerował pułk pod Pruszków i zakwaterował się po okolicznych wsiach. 25 września powraca do pułku płk Kunicki i obejmuje dowodzenie, nim. Tego samego dnia przychodzi wiadomość o natychmiastowym załadowaniu się na transport kolejowy i przegrupowaniu na front pod Grodno.

### Działania pułku na Wileńszczyźnie
Po porażce pod Warszawą sowieckie armie zebrały się nad Niemnem, a ich dowództwo planowało rozpocząć nową ofensywę na Warszawę. Naczelny Wódz uprzedził, jednak sowietów i 22 września sam przechodzi do ofensywy. Obchodzi wroga od północy na Lidę. Rozegrała się wówczas bitwa pod nazwą „Bitwa nad Niemnem”, w której sowieci ponieśli ostateczną klęskę, a polskie armie przeszły do pościgu. Niestety, ale na lewym skrzydle oddziałów polskich, które ścigały nieprzyjaciela pozostały sprzymierzone z, nim wojska litewskie. Zmusiło to Polaków do wydzielenia w kierunku północnym oddziałów osłonowych. 27 września 21 pułk zostaje rozładowany z transportu na stacji Sokółka pod Grodnem, wchodząc w skład 3 Brygady Jazdy pod dowództwem płk. Feliksa Dziewickiego. Dostaje rozkaz szybkiego marszu na północ. Maszeruje przez Odelsk, Indurę, Grodno, Jeziory, Łokna, Ostrynę, Nowy Dwór, Prudziany i Chodziłonie, dochodząc 30 września do Raduni. Od Rudzian wysyła patrole na północ wielkiego kompleksu lasów, w których ukrywały się drobne oddziały sowieckie i partyzanci litewscy. Napadali oni na przejeżdżające tamtędy polskie tabory. Dochodząc do Radunia pułk napotyka nieoczekiwanie sowiecką baterię stojącą na rynku. Dzięki przytomności umysłu płk. Kunickiego jadącego na czele pułku, wpada ze szwadronem na baterię, zagarniając armaty. Sowieccy artylerzyści uciekają z końmi korzystając z ciemności. Pułk organizuje tam postój ubezpieczony. 5 października otrzymuje rozkaz zajęcia Ejszyszek, w których znajdowali się Litwini. Zadanie, to otrzymał dowódca 4 szwadronu por. Komarnicki. Maszerując ze swym szwadronem w stronę miejscowości, zostaje niespodziewanie ostrzelany z karabinów maszynowych od strony Ejszyszek i lasu znajdującego się na południe od folwarku Hornostaiszki. Cofa się szwadronem za wzgórze, obchodząc las od strony południowo-wschodniej. Zmusza tym samym Litwinów do wycofania się z lasu do Hornostaiszek. Por. Komarnicki spiesza trzy plutony obchodząc z nimi Ejszyszki od wschodu i ostrzeliwuje lewe skrzydło litewskie. Litwini widząc zagrożenie, zabierają rannych i wycofują się w kierunku na Juryzdykę i Montwiliszki, a pluton Litwinów zajmujący miejscowość Hornostaiszki wycofuje się pospiesznie na północny brzeg rzeki Hornostajki do wsi Podworańce, a dalej do Montwiliszek.
Po zajęciu Ejszyszek pozostaje w niej, ubezpieczając się placówkami. W tym samym dniu zostaje ranny ppor. Józef Rybka, który po przewiezieniu do szpitala w Lidzie umiera. 6 października pułk otrzymuje rozkaz do dalszego marszu na północ w stronę Wilna. Szwadrony 3 i 4 zostały wysłane z zadaniem oczyszczenia okolicy. Przepędzają z łatwością Litwinów, a jedynie pod wsią Bołondzie i Półstokami zmuszeni byli stoczyć walkę z Litwinami. Tego samego dnia przemaszerowały przez odcinek pułku wileńskie oddziały ochotnicze. Kierowały się przez Ejszyki i Półstoki w stronę Wilna. Okazało się później, że ich przemarsz miał związek z samorzutnym działaniem dywizji litewsko-białoruskiej dowodzonej przez gen. Lucjana Żeligowskiego. Dowódca pułku pomimo nalegań oficerów nie zgodził się na marsz pułku z oddziałami wileńskimi, ponieważ otrzymał rozkaz zabraniający mu tego. 8 października Żeligowski zajmuje Wilno i tworzy z Wileńszczyzny czasowo niezależna od Polski Litwę Środkową.
14 października pułk przemaszerował do obszaru Podboża z zadaniem obserwacji Litwinów i zabezpieczenia linii kolejowej Grodno-Wilno oraz dróg prowadzących w stronę Wilna. Zadanie pułku było bardzo trudne. Do wykonania zadania dowódca postanowił rozmieścić 1 szwadron w Rudnikach celem utrzymania kontaktu z oddziałami ochotniczymi oraz patrolowania w kierunku na Zegarynko – Pirciupie – Olkieniki, wzdłuż rzeki Mereczanki. 2 i 4 szwadron stają w Bujwidach z zadaniem patrolowania obszaru Tełańce, Kursze, Poselcze i Olkieniki, wzdłuż rzeki Solcy. Dowództwo wraz z oddziałem sztabowym i 3 szwadronem zatrzymały się w Podbożu. Okoliczne lasy roiły się od partyzantów litewskich, więc zadanie było trudniejsze. Znali oni ścieżki i przejścia przez mokre lasy, a sami nieuchwytni dokuczali pułkowi. Nie było dnia, żeby żołnierz lub koń nie był ranny. W tym samym dniu 1 szwadron i pluton karabinów maszynowych nawiązały łączność z 201 pp w Zegarynce.
Wypad na Olkieniki
Zadanie komplikowało się, ponieważ wyżsi przełożeni zabraniali pułkowi prowadzić działania zaczepne w stosunku do wojsk litewskich i partyzantów. W razie napadu mógł się tylko bronić, nie atakować. W związku z ostrzeliwaniem przez partyzantów patroli pułkowych, które przez, to nie mogły dojść do Olkienik, dowódca pułku za wiedzą dowódcy brygady postanowił wykonać wypad na nich. W porozumieniu z dowódcą batalionu 201 pp i obietnicy współdziałania na Olkieniki, wypad wyznaczono na noc z 15 na 16 października. Plan działania był następujący: pierwszy szwadron z dwoma karabinami maszynowymi, idąc z Zegarynka przez Marcele, Pirciupie, Dargurze, Czyżuny, ma o świcie nacierać na Olkieniki od północnej strony. Dwie kompanie 201 pułku jadą podwodami z ubezpieczeniem przez Stare Marcele, a dalej drogą na południe do bagna Szoki i na południowy zachód do Olkienik. Gdyby maszerujące oddziały spotkały po drodze Litwinów, to miały się z nimi rozprawić po cichu, by nie zaalarmować wroga, a w razie spotkania silniejszego nieprzyjaciela miały się wspierać. Wymarsz oddziałów nastąpił zgodnie z planem po północy z zachodniego skraju wsi Zegarynko.
Marsz leśnymi drogami odbywał się bardzo powoli, ponieważ noc była niezwykle ciemna. Na czele straży przedniej pierwszego szwadronu znajdował się z plutonem pchor. Tadeusz Plackowski. Obawiając się pobłądzenia w lesie, wziął na przewodnika Litwina ze wsi Stare Marcele. Marsz odbywał się stępa albo pieszo, więc posuwali się bardzo powoli. We wsi Dargurze dowiedzieli się, że przed dwoma godzinami pluton piechoty litewskiej wyjechał podwodami w kierunku Czyżun. Kiedy straż przednia dochodziła do tej miejscowości, Litwini oddali do niej kilka strzałów i wycofali się do Olkienik. Przez ten incydent marsz szwadronu został zauważony i minęła umówiona godzina natarcia razem z piechotą, więc pchor. Plackowski nie czekając na dalsze rozkazy, wjeżdża do miasta na karkach uciekających Litwinów. Zostaje tam ostrzelany z karabinów maszynowych i obrzucony granatami. Pluton spiesza się i wycofuje między zabudowania. Nadbiegają zaalarmowani strzałami piechurzy litewscy, którzy obchodzą pluton z boku odcinając ułanom drogę odwrotu do koni. Sytuacja staje się bardzo niebezpieczna, a Plackowski otoczony z plutonem walczy na dwie strony. Na całe szczęście z przeciwnej strony nadjeżdża z plutonem pchor. Henryk Stabiński, który został wysłany na pomoc przez dowódcę 1 szwadronu por. Podgórskiego.
Litwini wzięci w ogień krzyżowy poddają się. Dalej, jednak trwa walka uliczna. Po chwili nadchodzi por. Podgórski z resztą spieszonego szwadronu i jednym karabinem maszynowym. Litwini zostają całkowicie wyparci z miasta wycofując się w stronę Puszkarni. Zadanie zostało wykonane, a Olkieniki opanowane. Wzięto do niewoli trzydziestu kilku żołnierzy litewskich oraz zdobyto tabor kompanijny z żywnością i amunicją oraz kilkadziesiąt karabinów. Kompanie 201 pułku nadeszły już po zdobyciu miejscowości. Po wykonaniu tego zadania, 1 szwadron powraca do Rudnik. Następuje kilkudniowa przerwa w napadach na tabory z furażem, ale po pewnym czasie następuje nowy okres napadów. Miejscowa ludność ściśle współpracowała z partyzantami, obierając następującą taktykę. Podczas przyjazdu polskich strzelców do wsi po siano, owies i prowiant, chłopi rozmyślnie przeciągali załadowanie wozów do zmroku. Wracające wozy były za wsią ostrzeliwane przez partyzantów, zmuszając konwojujących do obrony. Chłopi powożący podwodami rozbiegali się, konie ponosiły i strzelcy wracali z niczym do pułku. Ze względu na taką sytuację, zaczęto wysyłać tabory po prowiant pod silnym konwojem. 22 października na miejsce pierwszego szwadronu przyjeżdża do Rudnik drugi szwadron dowodzony przez ppor. Wacława Wróblewskiego.
Drugi wypad na Olkieniki
Litwini znowu zaczęli niepokoić pułk, więc postanowiono zorganizować drugi wypad na miasto. 23 października zostaje przeprowadzony wypad przez 2 szwadron dowodzony przez ppor. Wróblewskiego. Otrzymuje do pomocy dwa karabiny maszynowe. Marsz odbywał się, podobnie jak poprzedni, tylko w przeciągu dnia. Wpadający do miasta od strony wschodniej i północnej szwadron, zaskoczył Litwinów, którzy po krótkiej walce wycofali się z Olkienik w stronę Puszkarni. Ściga ich konno pchor. Władysław Suchecki i po krótkiej walce zostają również wypędzeni z Puszkarni. Pluton zostaje spieszony i naciera dalej na Litwinów cofających się w kierunku wsi Wójtowo. W dalszym ciągu atakowani Litwini opuszczają i tę miejscowość, wycofując się na zachodnią stronę toru kolejowego Grodno-Wilno. Zbyt oddalony ze swym plutonem Suchecki, wycofuje się do Olkienik. Wypad nie przyniósł wielkich zdobyczy, ale zabezpieczył pułk przez kilka dni od napadów Litwinów. 13 listopada pułk zostaje zmieniony przez 214 pułk kawalerii, a sam wycofany z okolic Podboża, przechodzi do Raduni.

### Kawalerowie Krzyża Walecznych
| Odznaczeni „Krzyżem Walecznych” za wojnę 1918–1920 | Odznaczeni „Krzyżem Walecznych” za wojnę 1918–1920 | Odznaczeni „Krzyżem Walecznych” za wojnę 1918–1920 |
| -------------------------------------------------- | -------------------------------------------------- | -------------------------------------------------- |
| plut. Andrzej Aleksiuk                             | uł. Władysław Bonecki                              | uł. Jan Burhardt                                   |
| wachm. Bronisław Czerwiński                        | uł. Konstanty Fiedorczuk                           | kpr. Leon Filipowicz                               |
| plut. Jan Jasiecki                                 | uł. Stanisław Jasiołowski                          | kpr. Jan Jęczała                                   |
| uł. Józef Jóźwiak                                  | uł. Edmund Kabat                                   | plut. Franciszek Karauda                           |
| st. uł. Antoni Klimek                              | wachm. Franciszek Konopka                          | kpr. Jan Kuchnia                                   |
| chor. Mieczysław Leżański                          | kpr. Edward Łopat                                  | plut. Stanisław Makowski                           |
| plut. Władysław Maksymowicz                        | uł. Józef Mikołajczyk                              | uł. Paweł Mikołajczyk                              |
| kpr. Stanisław Mucha                               | kpr. Albin Nafalski                                | ppor. Maksymilian Pałysiewicz                      |
| uł. Edward Pietrzak                                | ppor. Tadeusz Plackowski                           | por. Mieczysław Podgórski                          |
| st. uł. Wincenty Smoliński                         | uł. Franciszek Sokół                               | ppor. Henryk Stabiński                             |
| pchor. Stanisław Stankiewicz                       | uł. Szczepan Strojek                               | ppor. Władysław Suchecki                           |
| uł. Franciszek Suski                               | ppor. Zbigniew Trzciński †16 IX 1922               | plut. Ignacy Urbański                              |
| kpr. Stanisław Wójcik                              | st. uł. Albin Zygmunt                              |                                                    |

## Przemianowanie pułku
W październiku 1920 roku wiele pułków zostaje rozformowanych po spełnieniu swych zadań. Miał się do nich zaliczać również 11 pułk strzelców granicznych, jednak dalsze istnienie zawdzięcza dodatniej opinii. Płk Kunicki długo starał się o przemianowanie pułku na pułk ułański. Jego prośby zostały poparte przez dowódcę III Brygady Jazdy płk Dziewickiego oraz dowódcę 3 Armii. 20 października pułk przemianowano na 21 pułk ułanów.

## Pułk w okresie pokoju
Służba kordonowa

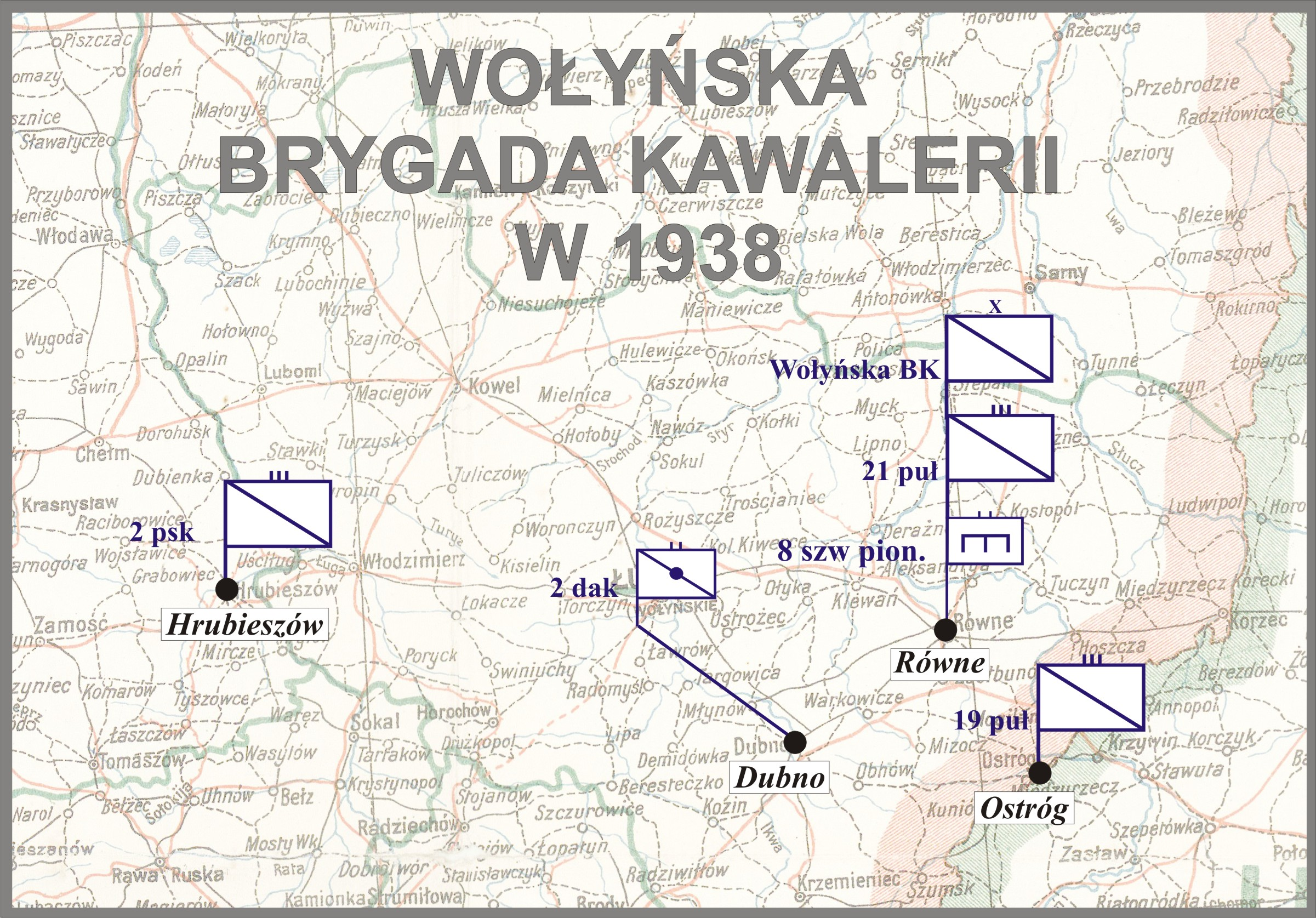
Wołyńska BK w 1938

Podczas postoju w Raduni, pułk otrzymuje rozkaz od dowódcy 3 Armii o zajęciu kordonu od Sol przez Oszmianę, Woronów, Ejszyszki, Orany, Marcinkańce do Grodna. Do jego zadań należało patrolowanie litewskiej linii demarkacyjnej wzdłuż wymienionych miejscowości. Patrolowanie miał rozpocząć po zawieszeniu broni między Litwinami a wojskami gen. Żeligowskiego z dniem 21 listopada. Skończyły się działania bojowe pułku, a rozpoczęła wyczerpująca i żmudna służba kordonowa. 13 listopada pułk przechodzi pod rozkazy dowódcy 2 Armii gen Rydza-Śmigłego. Do wykonania nowego zadania, dowódca pułku rozmieszcza szwadron 2 w Oszmianie z zadaniem patrolowania linii od Sol do Woronowa. 1 szwadron staje w Podworańcach patrolując od Woronowa do stacji Orany, a 4 szwadron staje w Marcinkańcach patrolując od stacji Orany do Grodna. Dowództwo z 4 szwadronem i plutonem karabinów maszynowych oraz plutonem łączności stają w Woronowie. Służba szwadronów polegała na wysyłaniu co sześć godzin patroli składających się z dwóch ułanów, w dwóch przeciwnych kierunkach. Na stykach szwadronowych odcinków rozmieszczone były punkty kontrolne oraz stajnie dla koni. Bardzo ostra i wczesna zima oraz wyczerpująca praca bardzo ujemnie wpływała na stan zdrowia koni, które zaczęły chorować. Do choroby dochodziło jeszcze złe odżywianie i warunki zakwaterowania. W dniu 15 stycznia 1921 roku, pułk zakończył służbę kordonową, a szwadrony powracają z wyznaczonych rejonów patrolowania i zostają zakwaterowane w obszarze Woronowa.
Reorganizacja pułku w Woronowie
Po ściągnięciu wszystkich szwadronów do Woronowa, dowódca pułku przeprowadza ćwiczenia i uzupełnia braki jakie powstały podczas wykonywania pracy kordonowej. Pułk dostaje w tym czasie uzupełnienia; 25 października otrzymuje bezinteresownie od likwidującego się 4 pułku strzelców granicznych instrumenty muzyczne; 14 listopada ppor. Józef Węgier przyprowadza oficera, podchorążego, 141 szeregowych i 153 konie z 3 psg; 19 grudnia ppor. Stanisław Dergiman przyprowadza oficera z urzędnikiem wojskowym oraz 41 szeregowych z 23 końmi z 5 psg; 10 stycznia 1921 roku ppor. Edward Czyrsznic przyprowadza oficera, 134 szeregowych, 119 koni oraz 13 trębaczy z instrumentami z 4 psg i 14 stycznia przychodzi z 6 psg, 30 szeregowych z końmi. Płk Kunicki podczas reorganizacji dobierał w szwadronach konie według maści po 150 koni w każdym szwadronie. Organizował również szwadron techniczny pod dowództwem por. Kazimierza Pawłowskiego. Mając na miejscu cały pułk, dowódca wraz z naczelnym lekarzem weterynarii rtm. Grymińskim dokonał ewidencji koni, ponieważ do tej pory takiej w pułku nie było. Kapelan pułku ksiądz Walerian Kwiatkowski otworzył świetlicę, w której rozpoczął działalność kulturalno-oświatową, zwalczając tym analfabetyzm w pułku. W ten oto sposób pułk wykorzystał wydajnie czas postoju w Woronowie.
W Turcu i Horodzieju
2 marca 1921 roku, pułk otrzymuje rozkaz do przegrupowania się w okolice Baranowicz i zakwaterowania w obszarze Mir-Horodziej. 9 marca maszeruje przez Lidę-Nowogródek i zatrzymuje się w Turcu. Wchodziłam w skład V Brygady Jazdy dowodzonej przez płk. Stanisława Sochaczewskiego. Był to pierwszy postój pułku w warunkach pokojowych i rozlokowany po wsiach mógł rozpocząć normalne szkolenie. W marcu otwarta zostaje pułkowa szkoła podoficerska pod dowództwem ppor. Tadeusza Plackowskiego i w tym samym czasie do pułku przybywają majorowie Jerzy Rytlewski i Bronisław Orzanowski. Dowódca brygady przeprowadza szereg ćwiczeń całej brygady na błoniach pod Obryną. Organizowana jest również nauka pływania przez Niemen. Żona ppor. Świderskiego, p. Maria, obejmuje kierownictwo pracy kulturalno-oświatowej wypowiadając walkę analfabetyzmowi. Dzięki jej zaangażowaniu i pracy, po kilku tygodniach nie było w pułku analfabetów. Od czasu sformowania pułku, życie towarzyskie w Turcu zaliczyć należy do najlepszego okresu. Adiutant pułku por. Stanisław Broczyński dla uprzyjemnienia wolnych chwil, zorganizował teatr amatorski. Występowali w, nim podoficerowie i ich żony. Organizowano przedstawienia połączone z zabawami tanecznymi. 22 kwietnia, pułk otrzymuje nowy proporzec od płk. Bronisława Zaniewskiego, który zostaje uroczyście wręczony pułkowi 23 kwietnia. Zrobiono go z atłasu, oblamowany srebrnymi frędzlami w kształcie prostokąta. Prawa strona jest amarantowa z wyhaftowanym pośrodku orłem Zygmuntowskim, a lewa strona ma pośrodku namalowany wizerunek Matki Boskiej Częstochowskiej. Na uroczystość poświęcenia i wręczenia proporca licznie przybyli mieszkańcy Turca i okoliczne ziemiaństwo. Uroczystość poprzedzono mszą świętą, którą odprawił ksiądz kapelan Dziadek.
Pierwsze święto pułkowe
Pierwsze święto od czasu sformowania, pułk obchodził 19 czerwca 1921 roku. W przeddzień święta płk Kunicki, chcąc zrobić pułkowi niespodziankę, zarządził ćwiczenia, które zakończyły się wieczorem nad jeziorem Świteź. Tabory z potrzebnymi przedmiotami do budowy ołtarza polowego wysłane zostały oddzielnie. Po zebraniu się pułku nad jeziorem, zarządzono biwakowanie. Wybudowano szałasy dla ludzi i koni. 19 czerwca odegrana została pobudka przez trębaczy pułku, a o godz. 9.0 została odprawiona msza święta przed ołtarzem polowym. Odprawił ją ksiądz dziekan Bukraba z Nowogródka, który przemawiając do ułanów, podkreślił wysokie znaczenie opiekunki pułku. Następnie zabrał głos dowódca pułku, streszczając w skrócie dzieje pułku. Na uroczystość przyjechali włościanie z okolicznych wsi oraz dużo ziemian z okolicy Nowogródka. W godzinach popołudniowych odbywały się zawody i popisy przygotowane przez szwadrony. Po zawodach odbyły się tańce, które trwały do późnej nocy. Następnego dnia pułk przemaszerował do Turca, gdzie w dalszym ciągu kontynuował prace nad szkoleniem i wychowaniem żołnierzy. Miejscowa ludność składająca się w większości z Białorusinów, w początkowym okresie odnosiła się do ułanów niechętnie, ale po pięciu miesiącach pobytu pułku serdecznie. 14 lipca pułk otrzymuje rozkaz przemieszczenia się do Horodzieja i okolicznych wsi. 19 lipca pułk wizytuje z ramienia Ministerstwa Spraw Wojskowych gen Żaba, wraz z płk armii francuskiej Bourer. W pierwszych dniach września przychodzi rozkaz nakazujący przejście pułkowi do stałego garnizonu do Równego, chociaż pułk był przygotowany do przezimowania w Horodzieju. Zbudowane zostały przez szwadrony koszary i stajnie.
Przejście pułku do Równego

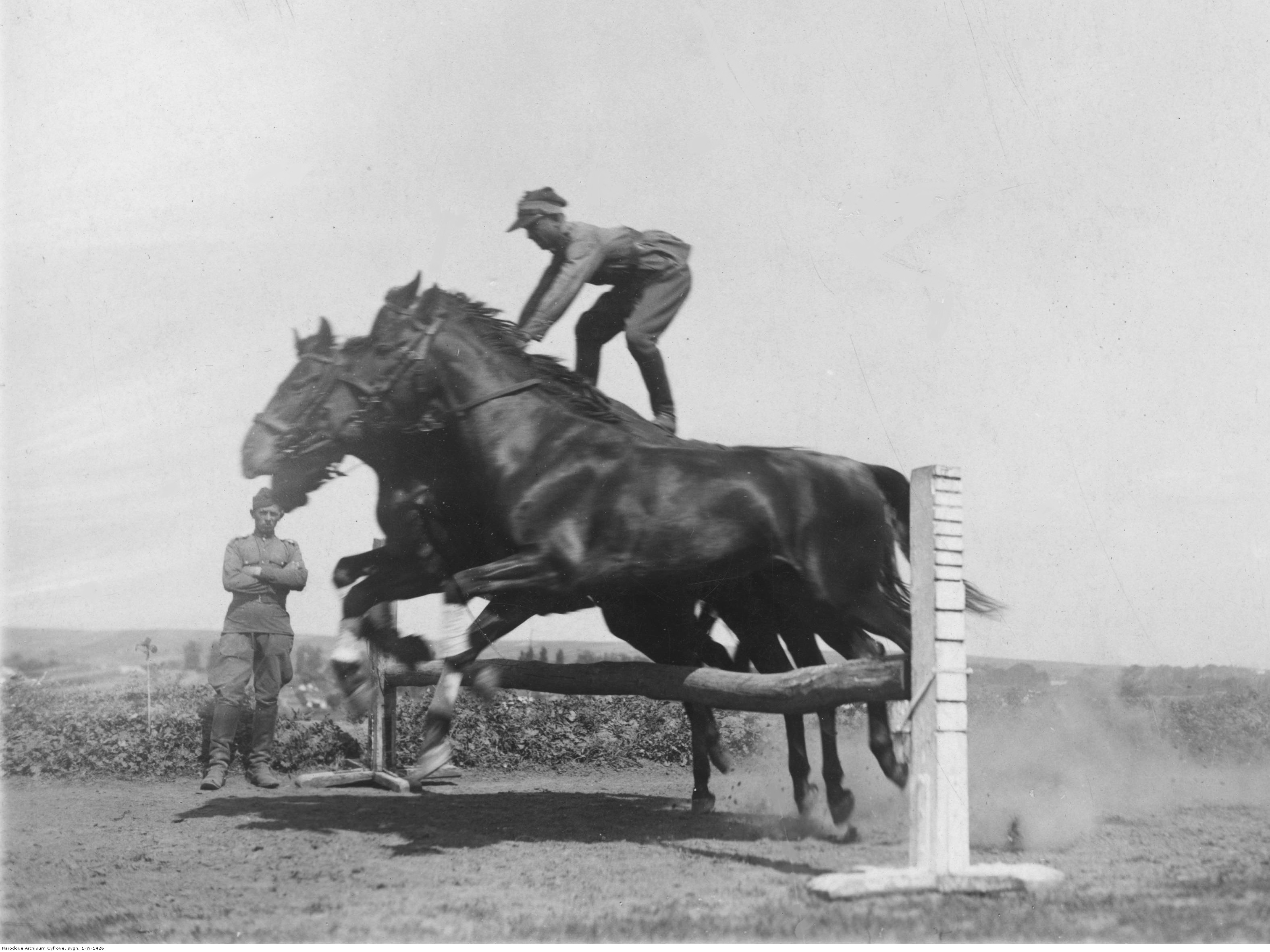
Zawody konne w 21 puł w Równem. Skok przez przeszkodę na dwóch koniach.

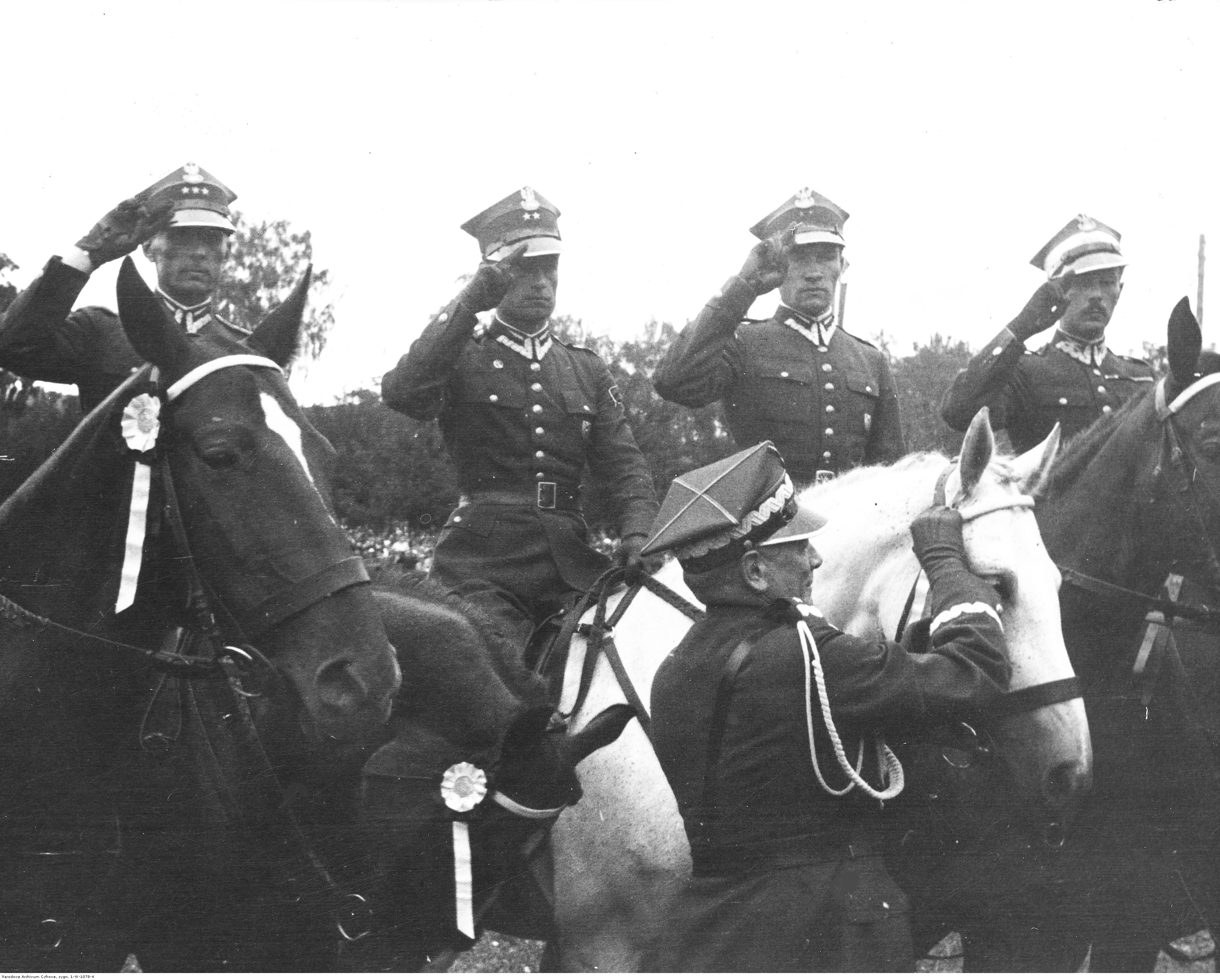
Zawody jeździeckie o mistrzostwo armii w Białymstoku w sierpniu 1937. Zdobywcy III miejsca – ekipa 21 puł.

10 września 1921 roku pułk zostaje transportem kolejowym przewieziony z Horodzieja do Równego. Po przyjeździe okazuje się, że nie ma tam miejsca na rozlokowanie jednostki, więc zostaje zmuszony rozkwaterować pododdziały w Zdołbunowie, Kwasiłowie i Ostrogu. Pierwszy, drugi, szwadron techniczny i dowództwo, 4 października przemaszerowały do Równego, a pozostałe szwadrony dopiero w styczniu 1922 roku.
Nazwa pułku, zwyczaje i tradycje
W marcu 1921 roku płk Kunicki wnioskuje do ministra spraw wojskowych o zatwierdzenie nazwy pułku „21 pułk Ułanów Nadwiślańskich”. Motywował swoją prośbę miejscem formowania pułku (Stara Wieś), regionem, z którego pochodzili ułani oraz tradycjami i wzorowaniu się na pułkach ułanów Legii Nadwiślańskiej. Nazwa nie została oficjalnie zatwierdzona, ale pułk używa jej od 1921 dzięki wyżej przytoczonym motywom. W dniu pierwszego święta pułku każdy z pododdziałów obrał sobie patrona, którego dzień świętował: 1 szwadron – św. Jadwigę (15 października); 2 szwadron – św. Stanisława (8 maja); 3 szwadron – św. Aleksandra (26 lutego); 4 szwadron – św. Antoniego Padewskiego (13 czerwca); szwadron karabinów maszynowych – św. Michała Archanioła (29 września); szwadron techniczny – św. Kazimierza – (4 marca) i pluton trębaczy – św. Jerzego (23 kwietnia).
- Pułk przyjął również następujące tradycje:

1. Nazwę „rodziny ułanów Nadwiślańskich”, a miało się to objawiać zżyciem pułku, okazywaniem wzajemnej pomocy i koleżeństwa, bronieniem barw narodowych, podnoszeniem dobrego imienia pułku podczas uroczystości oraz trzymaniem wysoko honoru jednostki.
2. Serdecznego obchodzenia świąt Bożego Narodzenia i Wielkanocnych w pułku, w gronie rodziny pułkowej i braci ułańskiej.
3. W przeddzień święta pułkowego przed odegraniem capstrzyku ma następować zmiana proporca pułkowego przed dowództwem pułku i wobec zebranego korpusu oficerskiego jednostki. Ma, to być zrobione bardzo uroczyście.

| Pułk w planie mobilizacyjnym „S”             | Pułk w planie mobilizacyjnym „S” | Pułk w planie mobilizacyjnym „S” |
| Nazwa pododdziału                            | Termin                           | Miejsce mobilizacji              |
| -------------------------------------------- | -------------------------------- | -------------------------------- |
| dowódca pułku z drużyną                      | alarm                            | Równe                            |
| pluton łączności                             | alarm                            | Równe                            |
| 1÷4 szwadrony                                | alarm                            | Równe                            |
| szwadron karabinów maszynowych               | alarm                            | Równe                            |
| szwadron pionierów nr 102                    | alarm                            | Równe                            |
| szwadron samochodów pancernych nr 102        | alarm                            | Równe                            |
| drużyna dowódcy dywizjonu kawalerii nr 43    | 7                                | Łuck                             |
| szwadron kawalerii nr 1/43                   | 7                                | Łuck                             |
| pluton ckm nr 43                             | 7                                | Łuck                             |
| kolumna taborowa nr 273                      | 9                                | Łuck                             |
| kolumna taborowa nr 287                      | 16                               | Zamość                           |
| kolumna taborowa nr 288                      | 17                               | Zamość                           |
| Kwatera Główna nr 102 (I eszelon)            | alarm                            | Równe                            |
| Kwatera Główna nr 102 (II eszelon)           | 4                                | Łuck                             |
| poczta polowa nr 14                          | 4                                | Łuck                             |
| sąd polowy nr 102                            | 4                                | Łuck                             |
| uzupełnienie pułku do czasu „W”              | 5                                | Łuck                             |
| uzupełnienie szwadronu pionierów nr 102      | 5                                | Łuck                             |
| szwadron marszowy 1/21 puł                   | 20                               | Zamość                           |
| pluton marszowy szwadronu pionierów nr 1/102 | 5                                | Zamość                           |
| pluton marszowy nr 1/43                      | 22                               | Zamość                           |
| szwadron zapasowy                            | do 10                            | Łuck                             |

| Obsada personalna i struktura organizacyjna w marcu 1939 | Obsada personalna i struktura organizacyjna w marcu 1939 |
| Stanowisko etatowe                                       | Stopień, imię i nazwisko                                 |
| -------------------------------------------------------- | -------------------------------------------------------- |
| dowódca pułku                                            | płk kaw. Roman Safar                                     |
| I zastępca dowódcy                                       | ppłk kaw. Kazimierz Suski de Rostwo                      |
| adiutant                                                 | rtm. Tadeusz Znamierowski                                |
| lekarz medycyny                                          | por. lek. Jan Zbigniew Lubelski                          |
| starszy lekarz weterynarii                               | mjr lek. wet. Tadeusz Górka                              |
| młodszy lekarz weterynarii                               | ppor. lek. wet. pdsc Marian Zmorzyński                   |
| II zastępca dowódcy (kwatermistrz)                       | mjr kaw. Stanisław Ignacy Starzecki                      |
| oficer mobilizacyjny                                     | mjr kaw. Mikołaj Prosiński                               |
| zastępca oficera mobilizacyjnego                         | rtm. Bronisław Zawadzki                                  |
| oficer administracyjno-materiałowy                       | rtm. adm. (kaw.) Stanisław Bocianowski                   |
| dowódca szwadronu gospodarczego                          | rtm. Tadeusz Znamierowski                                |
| oficer gospodarczy                                       | kpt. int. Antoni II Kuczyński                            |
| oficer żywnościowy                                       | wakat                                                    |
| dowódca plutonu łączności                                | por. kaw. Tadeusz Brodzikowski                           |
| dowódca plutonu kolarzy                                  | ppor. kaw. Tadeusz Orzencki                              |
| dowódca plutonu ppanc.                                   | por. kaw. Michał Stanisław Kochanowski                   |
| dowódca 1 szwadronu                                      | por. kaw. Stefan Fogt                                    |
| dowódca plutonu                                          | ppor. kaw. Bolesław Ostrowski                            |
| dowódca 2 szwadronu                                      | por. kaw. Edward Sobański                                |
| dowódca plutonu                                          | ppor. kaw. Andrzej Kożuchowski                           |
| dowódca 3 szwadronu                                      | rtm. Bolesław Deszert                                    |
| dowódca plutonu                                          | ppor. kaw. Zdzisław Stanisław Koczurowski                |
| dowódca 4 szwadronu                                      | por. kaw. Karol Ludwik Kantor                            |
| dowódca plutonu                                          | ppor. kaw. Ludomir Bartłomiej Spychalski                 |
| dowódca plutonu                                          | ppor. kaw. Bronisław Kawka                               |
| dowódca szwadronu km                                     | por. kaw. Wacław Szelążek                                |
| dowódca plutonu                                          | por. kaw. Tadeusz Stanisław Dziama                       |
| dowódca szwadronu zapasowego                             | rtm. adm. (kaw.) Wacław II Wróblewski                    |
| zastępca dowódcy                                         | por. adm. (kaw.) Jerzy Zaniewski                         |
| na kursie                                                | rtm. Edward Białkowski                                   |
| na kursie                                                | por. Jan Jaroszewicz                                     |
| w więzieniu                                              | por. Jan Jurczyński                                      |
| instruktor Szkoły Podoficerskiej CKM Wołyńskiej BK       | ppor. Edward Leon Bobowski                               |

## 21 puł. w kampanii wrześniowej

### Mobilizacja
14 sierpnia 1939 o godz.0.01 rozpoczęto mobilizację alarmową 21 pułku ułanów w garnizonie Równe, w grupie zielonej. W jej ramach zmobilizowano:
- 21 pułk ułanów, w organizacji i na etatach wojennych, w czasie Z+42,
- szwadron pionierów nr 8, w czasie Z+42,
- szwadron łączności nr 4, w czasie Z+42[13].

W szwadronie zapasowym 21 pułku ułanów w Łucku przeprowadzano mobilizację alarmową w grupie czerwonej. W jej trakcie zmobilizowano:
- kolumnę taborową kawaleryjską typ II nr 243, w czasie A+36,
- pluton sanitarny konny typ I nr 84, w czasie A+36,
- park intendentury typ II nr 241, w czasie A+36,

W szwadronie zapasowym 21 puł. w Łucku, w I rzucie mobilizacji powszechnej, do 4 dnia jej trwania zmobilizowano:
- szwadron marszowy nr 2 Wołyńskiej Brygady Kawalerii (21 pułku ułanów),
- uzupełnienie marszowe szwadronu pionierów nr 8,
- uzupełnienie marszowe szwadronu łączności nr 4[14].

Stawiennictwo rezerwistów było wysokie, wśród nich również przedstawicieli mniejszości narodowych. Znacznie gorzej wyglądał pobór wozów konnych, które były o małej ładowności i nie najlepszym stanie technicznym. Jakość koni i uprzęży do nich również przedstawiała wiele do życzenia. Po mobilizacji w pułku było około 50% Polaków, 40% Ukraińców i 10% innych narodowości, na 15 sierpnia stan pułku wynosił 859 oficerów i szeregowych. Na dzień 28 sierpnia stan pułku wynosił 871 oficerów i szeregowych oraz 881 koni. Wyposażenie i uzbrojenie wydano w pełnym zakresie przewidzianym należnościami wojennymi. Brakowało jedynie części ładownic do przenoszenia amunicji do ręcznych karabinów maszynowych wz.1928. Pułk był poddany inspekcji szefa Departamentu Kawalerii MSWojsk. gen. bryg. Piotra Skuratowicza i dowódcy Taborów i szefa Remontu MSWojsk. gen. bryg. Stefana Jacka Dembińskiego.
Pułk po zmobilizowaniu przemieścił się w okolice Zdołbunowa, gdzie w nocy 17/18 sierpnia na stacji kolejowej w Zdołunowie został załadowany do czterech transportów kolejowych i odjechał przez Lwów, Kraków do Radomska. W Radomsku 19 sierpnia rano, 21 pułk ułanów został rozładowany i odszedł do rejonu koncentracji Wołyńskiej Brygady Kawalerii. Pułk został zakwaterowany w miejscowości Jedlno, Zakrzówek Szlachecki i Jankowice. 20 sierpnia dowództwo pułku zdał płk Roman Safar, przejął je I zastępca dowódcy ppłk Kazimierz Suski de Rostwo. 21 puł. w składzie Wołyńskiej BK został podporządkowany Armii „Łódź”, pod dowództwem gen. dyw. Juliusza Rómmla, a ten z kolei podporządkował ją dowódcy Grupy Operacyjnej „Piotrków” gen. bryg. Wiktorowi Thommée. 28 sierpnia pułk i brygada były wizytowane przez dowódcę armii.
30 sierpnia do Wołyńskiej BK dotarł rozkaz dowódcy armii, o zajęciu przez brygadę rejonu Ostrowy, Miedźno. Marsz wykonano w nocy 30/31 sierpnia, po przybyciu w rejon dowództwo brygady wyznaczyło poszczególnym oddziałom stanowiska obronne. Na głównym kierunku obrony w środku ugrupowania Wołyńskiej BK, na osi Wilkowiecko-Miedźno zajął stanowiska 21 pułk ułanów. Pułk miał jednocześnie rozpoznawać działania nieprzyjaciela na osi Krzepice-Opatów. Centrum obrony pułku miało przebiegać na skraju wsi Mokra III. Realizując rozkaz do obrony dowódcy Wołyńskiej BK płk. dypl. Juliana Filipowicza, ppłk Kazimierz Suski de Rostwo ugrupował 21 puł. na pozycjach. Po zmroku 31 sierpnia 1939 wyznaczone pododdziały zajęły stanowiska obronne: III pluton 1 szwadronu z jednym ckm zajął wzgórze 225 na północ od Starokrzepic, jednocześnie rozpoznając do granicy państwa i nawiązując kontakt ze Strażą Graniczną i 3 kompanią Obrony Narodowej „Krzepice” z batalionu ON „Kłobuck”. W przypadku natarcia wroga miał opóźniając nieprzyjaciela po osi Opatów-Wilkowiecko-Mokra III. Leżące na przedpolu pozycji obronnej pułku wzg.268 zostało obsadzone przez 3 szwadron z dwoma ckm i armatą przeciwpancerną. Zadaniem 3 szwadronu była obrona rejonu wzgórza, a w przypadku groźby oskrzydlenia wycofać się miał na zachodni skraj lasu w rejonie wzg.236 i zająć obronę obok 2 szwadronu pułku. Zasadniczą pozycję obronną obsadziły 2 i 4 szwadrony, szwadron ckm bez plutonu i pluton przeciwpancerny, wszystkie pododdziały pod dowództwem mjr. Stanisława Starzeckiego. Stanowiska obronne dywizjonu mjr. Starzeckiego przebiegały wzdłuż południowo zachodniego skraju lasu Mokra i przerwy leśnej koło wejścia na polanę Mokra. Pozostałość 1 szwadronu z jednym ckm miała bronić północnego skrzydła 21 puł., w rejonie wzg.258 w pobliżu Rębielic Królewskich. Dowództwo pułku z odwodowym plutonem kolarzy stacjonowało w leśniczówce na wschodnim skraju wsi Mokra II. Do odwodu pułku został przydzielony 4 szwadron 12 pułku ułanów. Wsparcie ogniowe obrony pułku zapewniały baterie 2 dywizjonu artylerii konnej ze stanowiskami ogniowymi we wsiach Mokra II i Mokra III.

### Działania bojowe

#### Bój pod Mokrą 21 puł.
1 września 1939 o godz.5.00 na pozycje Wołyńskiej Brygady Kawalerii rozpoczęła atak niemiecka 4 Dywizja Pancerna. Niemiecki 12 pułk strzelców zmotoryzowanych wsparty I batalionem 36 pułku pancernego uderzył na Starokrzepice. III pluton 1 szwadronu po starciu z niemieckimi pododdziałami o godz.6.00 wycofał się z zajmowanych stanowisk i przez podpalone przez Niemców Starokrzepice wycofał się na wzg.247. Gdzie następnie stoczył, krótką walkę z niemiecką piechotą i odskoczył do Wilkowiecka. W Wilkowiecku dostał się pod silny ostrzał z broni maszynowej przez niemieckie pododdziały rozpoznawcze, które wtargnęły do Wilkowiecka od strony południowej. Następnie został ostrzelany przez artylerię, w wyniku tej potyczki zostało rannych dwóch ułanów. Następnie około godz.8.00 dołączył do sił głównych pułku na skrzydło 2 szwadronu, na zachodnim skraju lasu Grodzisko. Odwrót III plutonu 1 szwadronu z Wilkowiecka osłonił ogniem broni maszynowej i przeciwpancernej 3 szwadron ze wzg.268, który zniszczył niemiecki czołg.
O godz.8.00 stanowiska głównych sił pułku zostały ostrzelane z broni maszynowej, w tym z użyciem pocisków zapalających co spowodowało pożary w leżącej za pozycjami pułku wsi Mokra III. Jednocześnie las i wieś Mokra III zostały zaatakowane przez niemieckie bombowce nurkujące. Duże straty ponieśli koniowodni sił głównych pułku i uchodząca ludność cywilna. Czołowe niemieckie czołgi zostały ostrzelane przez pluton przeciwpancerny i szwadron ckm. Jednocześnie 3 szwadron stoczył walkę z pododdziałami niemieckimi wspartymi 30 czołgami, pod ostrzałem ponosząc straty szwadron wycofał się na główną pozycje pułku zajmując stanowiska na zachodnim skraju lasu Grodzisko.
Na stanowiska 4 szwadronu i sąsiadującej z nim 12 kompanii strzeleckiej IV batalionu 84 pułku piechoty wyszło niemieckie natarcie czołgów. Kilka czołgów niemieckich zostało unieruchomionych przez broń przeciwpancerną szwadronu i wspierających go armat ppanc. lecz część przedarła się przez stanowiska obronne 4 szwadronu. Natarcie niemieckich czołgów wspierane było silnym ogniem niemieckiej artylerii i atakami lotnictwa nurkującego. Niemieckie czołgi po dojechaniu do wsi Mokra III pomimo wsparcia zawróciły do Wilkowiecka.   
O godz.10.00 stanowiska 21 pułku ułanów w lesie Grodzisko zostały zaatakowane przez niemieckie bombowce nurkujące, ponownie ucierpiały konie i koniowodni. Po kilkunastu minutach wyjście z lasu Grodzisko na polanę Mokra zostało ostrzelane silną nawałą ogniową niemieckiej artylerii. Równocześnie Czołowe pododdziały niemieckiego I batalionu 36 pułku pancernego nacierając na kierunku Wilkowiecko, Mokra przerwały pozycje obronne 4 szwadronu 21 puł. w miejscu wejścia na polanę Mokra. 4/21 puł. został odrzucony ze stanowisk obronnych plutonami na północ i południe. 2 dywizjon artylerii konnej położył ogień zaporowy na zachodnie podejścia do wsi Mokra III. Z uwagi na przerwanie przez czołgi niemieckie łączności telefonicznej punktów obserwacyjnych, ze stanowiskami ogniowymi poszczególnych baterii, ogień zaporowy został zaniechany, a czołgi wdarły się na polanę Mokra, atakując w kierunku wschodnim pomiędzy wsiami Mokra III, a Mokra II. Dowódca 21 puł. skierował do osłony stojącej najbliżej pułku 2 baterii 2 dak, pluton kolarzy. 2/2 dak i pozostałe baterie ogniem na wprost podjęły walkę z niemieckimi czołgami. Wprowadzony do walki przez dowódcę Wołyńskiej BK pociąg pancerny nr 53 „Śmiały” podjechał na bezpośrednie przedpole stanowisk 2 dak, silny ostrzał z dział pociągu i licznej broni maszynowej odciął pozostałym pododdziałom niemieckim możliwość wejścia na polanę Mokra i wsparcia niemieckiego natarcia. Walka ogniowa stanowiącego II rzut obrony wzdłuż toru 12 pułku ułanów i strzelających na wprost baterii 2 dak zmusiły czołgi niemieckiego I/36 ppanc., które już wdarły się w rejon wsi Mokra III i Mokra II do odwrotu w rejon Wilkowiecka. Szczególnego wsparcia udzielił 21 puł. 3 szwadron i III pluton 1 szwadronu 12 puł. obsadzające stanowiska przed torem i we wsi Mokra III. Równocześnie 4/21 puł. powrócił na swoje stanowiska obrony, pomimo poniesionych ciężkich strat.      
Około godz.12.00 strona niemiecka rozpoczęła ostrzał artyleryjski i wznowiono ataki lotnictwa. O godz.12.15 wyszło z rejonu Wilkowiecka na Mokrą niemieckie natarcie 35 pułku pancernego z II batalionem 12 pułku strzelców zmotoryzowanych. Na 3 szwadron 21 puł. zajmujący wzgórze Opatowskie uderzyła niemiecka piechota zmotoryzowana, niemieckie natarcie zostało powstrzymane i wobec podchodzenia następnych jednostek 3/21 puł. wycofał się w szyku konnym. W tym czasie 35 pułk pancerny przełamał obronę 2 i 4 szwadronów i szwadronu ckm, spychając główne siły pułku na północną część polany Mokra. Tam dołączył 3/21 puł. W czasie odwrotu 21 puł. walkę z niemieckim natarciem przejęły baterie 2 dak i 3 szwadron 12 puł., których walka pozwoliła na oderwanie się ułanów nadwiślańskich od wroga. W lukę pomiędzy 19 pułkiem ułanów, a 21 puł. od północy wjechały niemieckie czołgi i pododdziały motocyklistów, co wymusiło odwrót części 1/21 puł. ze stanowisk osłonowych. W rejonie skrzyżowania drogi ze wsi Mokra I i linii kolejowej zbierał się 21 puł., II pluton 4 szwadronu z działonem ppanc bronił przerwy pomiędzy kompleksami leśnymi prowadzącej na polanę Mokra. W trakcie dalszych walk pluton ten został odrzucony przez niemieckie natarcie na lizjerę lasu Kłobuck na południe od dotychczasowych stanowisk. Niemieckie natarcie po ponownym wejściu do walki 53 pociągu pancernego „Śmiały” i oddziaływania środków ogniowych 2 dak, 12 puł. i częściowo 21 puł. w rejonie linii kolejowej zostało zatrzymane i zmuszone do odwrotu. Po godz.13.00 niemiecki 35 pułk pancerny wycofał się w rejon wyjściowy w Wilkowiecku, na polanie Mokra pozostało unieruchomionych ponad 20 czołgów niemieckich.       
Czwarte niemieckie natarcie 35 pułku pancernego wyszło około godz.15.00 również ze wsparciem artylerii niemieckiej i lotnictwa nurkującego, 21 puł. zajmował stanowiska na zachodnim skraju polany Mokra, ze względu na napór oddziałów niemieckich i próbę oskrzydlenia wycofał się na drugą linię oporu, na skraju lasu na wschód od wsi Mokra I, 4 szwadron z uwagi na duże straty przeszedł do odwodu pułku. Odcinek 21 puł. położony na północ od 12 puł. nie był atakowany w tej fazie walki, główne natarcie wyszło na 12 puł. i wspierający go 2 pułk strzelców konnych, 21 dywizjon pancerny oraz do momentu wycofania się za tory, przez 2 dak. Wsparcia na odcinku 19 puł. udzielił pociąg pancerny nr 53 „Śmiały” i przekazany ze składu sąsiedniej 30 Dywizji Piechoty pociąg pancerny nr 52 „Piłsudczyk”, który zastąpił uszkodzony pp nr 53.
Dowódca 21 puł. nie posiadał łączności z dowódcą Wołyńskiej BK, po godz. 18.00 widząc odwrót sąsiedniego 12 puł., po jego odejściu wycofał się w kierunku wschodnim. W trakcie odwrotu kolumny pułku były atakowane przez lotnictwo niemieckie. Za 12 puł. ułani nadwiślańscy po zmroku dotarli do rzeki Biała Oksza i rozkazem dowódcy brygady przeszli do odwodu brygady, pułk stanął na noc do Brzeźnicy. W trakcie boju 1 września pułk stracił 25% stanu osobowego, w tym około 100 poległych. Utracono 60 koni oraz 2 armaty przeciwpancerne i 2 ckm zniszczone.
W nocy 1/2 września Wołyńska BK zajęła obronę w rejonie kompleksów lasów koło Łobodna. Przez cały dzień 2 września 21 puł. przebywał w odwodzie brygady. Wobec silnego naporu 4 Dywizji Pancernej, pułk był przesunięty z Brzeźnicy Nowej do rejonu Kuźnicy. Z uwagi na ciężkie walki 2 psk w zwężonym odcinku lasu Łobodno, na wysokości południowo wschodniej części wsi Ostrowy do walki z nacierającym w lesie niemieckim II batalionem 12 pułku strzelców zmot. zostały użyte pododdziały z odwodowych pułków ułanów, w tym z 21 pułku. Wieczorem płk dypl. Julian Filipowicz podjął decyzję o odwrocie brygady na północny brzeg rzeki Warty, w rejon głównej pozycji obronnej: Łękińsko, Łękawa, Janów Nowy.

#### Walki i działania odwrotowe
3 września wieczorem Wołyńska BK otrzymała rozkaz przejścia w rejon Głupice, Drużbice 10 kilometrów na północ od Bełchatowa do odwodu GO „Piotrków”. Po nocnym marszu pułk osiągnął nakazany rejon, gdzie stanął na odpoczynek i reorganizację, w tym rejonie stacjonował 4 i 5 września. W nocy 5/6 września 21 puł. podjął marsz w kolumnie głównej brygady w rejon Wadlew-Dłutów. Po marszu pułk stał w centrum ugrupowania brygady, wyznaczone patrole ubezpieczały miejsce postoju brygady. Kolejnej nocy 6/7 września pułk w składzie brygady wycofał się w rejon Żeromina. W trakcie marszu prowadzono potyczki z dywersantami. Część brygady w rejonie Kruszów, Żeromin uwikłała się w walki z niemiecką piechotą. Brygada prowadziła działania osłonowe na korzyść 30 DP i innych jednostek Armii „Łódź”. Pułki brygady, a wśród nich 21 puł. zostały zmuszone do wycofania się przez Tuszyn, Żegów do lasów Andrespola, które osiągnięto wieczorem 7 września. Wieczorem Wołyńska BK wykonała odskok do lasów w rejonie Cyrusowej Woli. O godz.7.00 8 września 21 puł. dotarł do lasu pod Cyrusową Wolą, zajął stanowiska w widłach szos Stryków-Głowno i Stryków-Brzeziny.

#### Bój pod Cyrusową Wolą
8 września rano 21 pułk ułanów zajął stanowiska na zachodnim skraju lasu w pierwszym rzucie obrony brygady. Pluton kolarzy został wysunięty na linię ubezpieczeń Lipka-Niesułków-Nowostawy. Około godz.9.00 z kierunku wsi Warszewice na zachód od pozycji pułku pojawiały się zmotoryzowane patrole niemieckie wraz z czołgami, które po zaciętej walce zniszczyły część pułkowych kolarzy. Niemieckie patrole zostały powstrzymane na linii obronnej pułku. Północne skrzydło brygady do południa było osłaniane przez kawalerię dywizyjną 2 Dywizji Piechoty Legionów. Obok 21 puł. do I rzutu obrony został wprowadzony 2 psk, obronę obu pułków wspierał niepełny 2 dak, w II rzucie stanęły 12 puł. i 19 puł. Po godz.9.00 w kierunku stanowisk obronnych ułanów nadwiślańskich i strzelców konnych ruszyło natarcie niemieckiej piechoty wspartej czołgami i samochodami pancernymi. Pozostałości 2 i 3 baterii 2 dak prowadziły ogień na wprost do niemieckich wozów pancernych, 1 bateria prowadziła ogień zaporowy do niemieckiej piechoty z 10 DP. Broń maszynowa i przeciwpancerna obu pułków powstrzymała niemieckie natarcie, unieruchomiono kilka niemieckich pojazdów pancernych.       
O godz.12.00 na pozycje obronne Wołyńskiej BK natarcie prowadziły główne siły niemieckiej 10 DP w postaci wzmocnionego 85 pp. Zatrzymano kolejne niemieckie natarcie, piechota niemiecka zajęła stanowiska na wniesieniach przed pozycjami obronnymi 21 puł. i 2 psk, artyleria niemiecka prowadziła ostrzał stanowisk obu pułków i na całym terenie obrony brygady atakowało lotnictwo niemieckie. Za obronę pułków Wołyńskiej BK  spływały z przedpola polskie oddziały z 28 Dywizji Piechoty i 30 pułk piechoty z 10 Dywizji Piechoty. Celem wzmocnienia obrony wprowadzono do I rzutu odwodowe pułki ułanów 19 i 12. Około godz.16.00 oddziały niemieckiej 10 DP wykonały silne natarcie, w wyniku czego przełamały obronę Wołyńskiej BK na styku 21 pułku ułanów i 19 puł., piechota niemiecka wyszła na tyły obrony pułku. 21 puł. tocząc zacięte walki leśne był zmuszony cofać się, ponosił przy tym duże straty osobowe i w sprzęcie. Pułk walczył w okrążeniu, blokując przy tym leśny odcinek drogi Stryków-Wola Cyrusowa-Kołacin, uniemożliwiając ruch niemieckich oddziałów zmotoryzowanych na tyły brygady. Około godz.22.00 walki wygasły, 21 puł. zbierając swoich rannych i z innych oddziałów brygady wycofał się z lasu i podjął marsz w ślad za macierzystą brygadą. Podczas walk został odcięty od sił głównych pułku 1 szwadron. Późnym popołudniem przebił się przez niemieckie okrążenie i samodzielnie wycofał się on na Skierniewice, następnie pomaszerował do Puszczy Kampinoskiej, gdzie dotarł w nocy 10/11 września. Po odpoczynku podjął marsz w kierunku Warszawy, o świcie 13 września podjął próbę przebicia się pod Ożarowem do Warszawy. Dwukrotne próby sforsowania niemieckiego okrążenia nie powiodły się, szwadron został rozbity, a rtm. Edward Białkowski wraz z resztką 1 szwadronu został wzięty do niemieckiej niewoli. 21 puł. po nocnym marszu, w dniu 9 września dołączył do Wołyńskiej BK w lesie w okolicach Chlebowa.               
Pułk po dołączeniu do brygady uporządkował swoje szeregi, składał się z trzech szwadronów liniowych, połowy szwadronu ckm z 6 ciężkimi karabinami maszynowymi na taczankach, utracił pozostałe armaty ppanc., liczył nieco więcej jak 300 ułanów. 9 września podjął marsz w straży przedniej Wołyńskiej BK osiągnął lasy na północ od Skierniewic. Po krótkim odpoczynku samodzielnie pułk na rozkaz dowódcy brygady pomaszerował w kierunku Puszczy Kampinoskiej, poprzez Miedniewice, Szymanów, Kampinos. Cel marszu pułk osiągnął 10 września przed południem, w rejonie rozlokowania pułk odpoczywał porządkował szeregi, wcielano zagubionych kawalerzystów z innych rozbitych jednostek spoza brygady.

#### W Grupie Operacyjnej Kawalerii gen. Andersa
Ułani nadwiślańscy wraz z brygadą przeprawili się w nocy 10/11 września przez Wisłę przez most w Kazuniu, tabory pułku i brygady uzupełniły zaopatrzenie w Modlinie. O godz.9.00 11 września pułk zatrzymał się na biwak w lasach Chotomowskich koło Jabłonny. Uzupełniono zaopatrzenie, amunicję, furaż dla koni, rannych odesłano do szpitala w Warszawie. Rozkazem gen. Rómmla brygada podjęła marsz w rejon Starej Miłosnej, który osiągnęła 12 września i tego samego dnia rozkazem Naczelnego Wodza weszła w skład organizowanej Grupy Operacyjnej Kawalerii gen. bryg. Władysława Andersa.          

##### Natarcie na Mińsk Mazowiecki
Ze względu na to, że wojska niemieckiej 3 Armii rozpoczęły operację okrążenia Warszawy, GOKaw. gen. Andersa miała uderzyć na podchodzące wojska niemieckie w rejonie Kałuszyn-Mińsk Mazowiecki. Wołyńska BK miała zadanie zgodnie z rozkazem gen. bryg. Władysława Andersa wykonać uderzenie w kierunku Mińska Mazowieckiego. Nocą 12/13 września brygada przegrupowała się w rejon Sulejówka i Starej Miłosnej na podstawy wyjściowe do natarcia, osiągnęła rejon miejscowości Dębe Wielkie. Wzdłuż szosy na Mińsk Maz. miało nacierać przydzielone zgrupowanie piechoty, 5 kilometrów na północ od tego zgrupowania miały nacierać 12 puł. i 21 puł. wsparte 1 baterią 2 dak pod dowództwem ppłk. Andrzeja Kuczka. Natarcie obu pułków miało być prowadzone przez wsie Rysie, Cyganka w kierunku północnej części Mińska Mazowieckiego. Przeciwnikiem Wołyńskiej BK była podchodząca w ten rejon niemiecka 11 DP. Natarcie obu spieszonych pułków wyruszyło o godz.11.00 13 września, oba pułki zdobyły wsie Rysie i Cyganka prowadziły natarcie w kierunku wzg.155, niemieckie kontrnatarcie zatrzymało pułki na otwartym terenie pod silnym ogniem niemieckiej broni maszynowej. Dalszy niemiecki kontratak opanował wieś Cyganka, która kilkakrotnie była odbijana przez ułanów z rąk niemieckich. Niemiecki ostrzał ze wzg.155, toru kolejowego i wsi Cyganka uniemożliwiał dalszy ruch żołnierzy. Ułani okopywali się ponosząc bardzo ciężkie straty na otwartym terenie. Na dodatek w rejonie Cyganki pułk był atakowany przez niemieckie lotnictwo. Natarcie ułanów i innych oddziałów brygady zostało zatrzymane. 21 puł. poniósł straty sięgające blisko 70% stanów osobowych. Przed wieczorem zgodnie z rozkazem dowódcy GOKaw., Wołyńska BK oderwała się od nieprzyjacielskiej piechoty, zadania tego nie mogły wykonać 21 i 12 pułki ułanów, dopiero po zapadnięciu ciemności rozpoczęto wykonywać ten manewr. Wołyńska BK otrzymała rozkaz marszu w rejon ześrodkowania się GOKaw. do lasów na południe od Garwolina. Jako ostatnie odeszły z linii walki mocno uszczuplone pułki ułanów nadwiślańskich i podolskich, maszerowały za brygadą w kierunku na Garwolin.

##### Walki odwrotowe
Po całonocnym marszu 13/14 września, o świcie 14 września 21 puł. dotarł do rzeki Świder w pobliżu Wólki Mlądzkiej. Po przejściu przez most straży przedniej siły główne 21 puł. i 12 puł. zostały ostrzelane silnym ogniem broni maszynowej i artylerii niemieckiej. W trakcie walki o most został ciężko ranny dowódca pułku ppłk Kazimierz Suski de Rostwo, został ewakuowany, dowództwo objął ppłk Andrzej Kuczek. Po spieszeniu szwadronów dowództwo nad koniowodnymi objął rtm. Tadeusz Znamierowski, który odprowadził koniowodnych na zachód od rzeki Świder na odległość 3-4 kilometrów. Po podjęciu decyzji o wycofaniu szwadronów z walki podprowadzono konie do cofających się szwadronów. Otrzymano wówczas rozkaz wycofania się do Warszawy. Podczas przekraczania rzeki Świder od pułku odłączyła się część 3 szwadronu z rtm. Bolesławem Deszertem, którego grupa wyruszyła w ślad za Wołyńską BK, a w późniejszym czasie dołączył do 2 psk. Do Wołyńskiej BK dołączyła też pozostałość plutonu kolarzy 21 puł. pod dowództwem ppor. Tadeusza Orzenckiego. Dowódca pozostałości został rtm. Tadeusz Znamierowski, który zebrał pozostałość pułku w sile czterech plutonów liniowych, plutonu łączności i drużyny ckm. Pozostałości pułku pomaszerowały do Warszawy i stanęły na biwak w Parku Skaryszewskim 15 września rano. Rtm. Znamierowski otrzymał rozkaz sztabu Armii „Warszawa” eskortowania w nocy 15/16 września dywizjonu artylerii z Żoliborza do Modlina. Pozostałość pułku rozkazem gen. Rómmla miała następnie dołączyć do oddziału mjr. Józefa Juniewicza w Palmirach. 16 września z plutonów i drużyny ckm sformowano szwadron zbiorowy 21 puł. pod dowództwem por. Edward Sobańskiego, pluton łączności podlegał bezpośrednio mjr. Józefowi Juniewiczowi. Ze szwadronu 21 puł. i szwadronu 12 puł. sformowano dywizjon pod dowództwem rtm. Tadeusza Znamierowskiego. Zastępcą dowódcy zgrupowania został rtm. Stanisław Bocianowski. Zadaniem oddziału mjr. Juniewicza było dozorowanie Wisły od Modlina do Warszawy z miejscem stacjonowania w Palmirach.           

#### W zgrupowaniu kawalerii mjr. Józefa Juniewicza
Szwadron zbiorczy 21 puł. brał udział w konwojowaniu amunicji do Modlina. Patrolował brzeg Wisły i okolice składu amunicji w Palmirach. Od 18 września kawaleria została podporządkowana Grupie „Palmiry” płk. Juliana Skokowskiego. Prowadziła przygotowania do obrony rejonu składnicy w Palmirach. Po dotarciu w rejon Palmir 21 września Grupy gen. bryg. Mikołaja Bołtucia, zgrupowanie kawalerii otrzymało rozkaz marszu ubezpieczonego do Warszawy jako straż przednia grupy. 22 września o świcie w odległości około 2 kilometrów przed Łomiankami zgrupowanie zostało zatrzymane ogniem artylerii niemieckiej i broni maszynowej z 18 DP. Mjr Józef Juniewicz spieszył szwadrony zgrupowania i wydał rozkaz do natarcia na Łomianki. Dywizjon rtm. Tadeusza Znamierowskiego nacierał wzdłuż szosy Łomianki-Bielany-Warszawa, na lewym skrzydle nacierała kawaleria dywizyjna 5 Dywizji Piechoty. Na tyły natarcia wjechały pododdziały niemieckiej 29 DPZmot., od frontu zatrzymano natarcie silnym ostrzałem niemieckiej piechoty i artylerii. Zacięte walki w okrążeniu trwały do godzin przedpołudniowych.         
W trakcie zaciętego boju pod Łomiankami poległo 90% oficerów zgrupowania i 60% szeregowych. Wśród poległych znaleźli między innymi się mjr Józef Juniewicz, z 21 puł.: rtm. Stanisław Bocianowski, por. Edward Sobański, ppor. rez. Marcin Morawski i ppor. rez. Jerzy Jełowiecki. Ranni zostali opatrzeni i zniesieni z placu boju do budynku szkoły powszechnej w Łomiankach przez ludność cywilną, większość ocalonych została wzięta do niewoli. Nieliczni kawalerzyści, którzy dołączyli do kolumny pieszej przebili się do Warszawy i wzięli udział w obronie Warszawy.         
Za kampanię wrześniową 1939 pułk został odznaczony Krzyżem Srebrnym Orderu Virtuti Militari.

### Oddziały II rzutu mobilizacyjnego 21 puł.
Po opuszczeniu koszar przez zmobilizowany 21 pułk ułanów w Równem pozostały nadwyżki mobilizacyjne, zebrane w Oddział Zbierania Nadwyżek 21 pułku ułanów pod dowództwem mjr. Mikołaja Prosińskiego. Również w Łucku w szwadronie zapasowym pozostały nadwyżki po zmobilizowaniu w mobilizacji alarmowej planowanych pododdziałów. W trakcie I rzutu mobilizacji powszechnej w Łucku zmobilizowano pododdziały marszowe, wśród nich szwadron marszowy 21 puł.

#### Szwadron marszowy 21 puł.
Zmobilizowany został w Łucku do 3 września szwadron marszowy 21 pułku ułanów pod dowództwem por. Romana Mirkowskiego. Szwadron osiągnął gotowość marszową i posiadał uzbrojenie i wyposażenie zgodnie z przewidzianymi normami etatowymi. Około 8 września szwadron marszowy wraz z nadwyżkami mobilizacyjnymi 21 puł. pozostałymi w Łucku przybył do formowanego Ośrodka Zapasowego Wołyńskiej Brygady Kawalerii w Hrubieszowie. Następnie wszedł w skład I dywizjonu Zgrupowania Kawalerii ppłk. Kazimierza Halickiego i dzielił jego dalsze losy.

#### Oddział Zbierania Nadwyżek 21 puł.
Zorganizowany został po wyjeździe I rzutu bojowego pułku na granicę zachodnią z pozostałych w Równem i Łucku nadwyżek osobowych, materiałowych i koni. Zgodnie z planami mobilizacyjnymi miał przejść do koszar 2 psk w Hrubieszowie, po ogłoszeniu mobilizacji powszechnej i zmobilizowaniu w ramach I rzutu mobilizacji powszechnej pododdziałów w szwadronie zapasowym 21 puł. w Łucku. Do 8 września transportami kolejowymi przybyły do Hrubieszowa nadwyżki 21 puł. Z Równego 4 oficerów, 100 szeregowych umundurowanych i uzbrojonych oraz 1 samochód ciężarowy. Z Łucka z siedziby szwadronu zapasowego 21 puł. 10 oficerów 250 szeregowych umundurowanych i częściowo uzbrojonych oraz 120 młodych koni, dodatkowo przybyły: szwadron  marszowy 21 puł., uzupełnienia marszowe zmobilizowane przez pułk z 8 szwadronu pionierów i 4 szwadronu łączności (każde w sile około plutonu). Z przybyłych nadwyżek po wyposażeniu i dozbrojeniu sformowano 2 szwadron II dywizjonu rtm. Bronisława Grodzkiego i 3 szwadron II dywizjonu rtm. Bronisława Zawadzkiego, Zgrupowania Kawalerii ppłk. Kazimierza Halickiego. Ułani posiadający umiejętność jazdy na rowerze weszli w skład formowanych szwadronów kolarzy, a specjaliści z zakresu broni maszynowej weszli w skład formowanych szwadronów i plutonów ckm. Z magazynów i składnic uzbrojenia przywieziono niezbędną ilość broni, głównie maszynowej i amunicji. Walki tych pododdziałów zostały opisane w odrębnym artykule Zgrupowanie Kawalerii ppłk. Kazimierza Halickiego. Pozostali żołnierze, w tym głównie zmobilizowani bezpośrednio do OZ Wołyńskiej BK w Hrubieszowie (OZ Kawalerii „Hrubieszów”) dla których zbrakło uzbrojenia i kompletnego wyposażenia odeszli wraz z pozostałościami ośrodka pod dowództwem mjr. Edwarda Daniłło-Gąsiewicza do Białokrynicy.
| Struktura organizacyjna i obsada personalna we wrześniu 1939 | Struktura organizacyjna i obsada personalna we wrześniu 1939 |
| ------------------------------------------------------------ | ------------------------------------------------------------ |
| Dowództwo pułku                                              |                                                              |
| dowódca pułku                                                | ppłk kaw. Kazimierz Suski de Rostwo                          |
| zastępca dowódcy pułku                                       | mjr kaw. Stanisław Starzecki                                 |
| adiutant                                                     | rtm. Tadeusz Znamierowski                                    |
| kwatermistrz                                                 | rtm. Stefan Bocianowski                                      |
| oficer ordynansowy                                           | ppor. rez. Stanisław Kuźnicki                                |
| oficer informacyjny                                          | rtm. Bronisław Zawadzki                                      |
| oficer broni                                                 | wachm. Kazimierz Zamyłko (Zarzyłko?)                         |
| oficer gazowy i pionierów                                    | por. Tadeusz Stanisław Dziama                                |
| oficer żywnościowy                                           | ppor. rez. Zygmunt Jan Janiszewski                           |
| oficer gospodarczy                                           | ppor. rez. Józef Lachman                                     |
| lekarz pułkowy                                               | por. lek. Jan Lubelski                                       |
| lekarz weterynarii                                           | por. lek. wet. Marian Zamorzyński                            |
| kapelan                                                      | ks. Leonard Samosenko                                        |
| dowódca szwadronu gospodarczego                              | rtm. Bronisław Zawadzki                                      |
| Pododdziały                                                  |                                                              |
| dowódca 1 szwadronu                                          | rtm. Edward Białkowski                                       |
| dowódca I plutonu                                            | ppor. Bolesław Ostrowski                                     |
| dowódca II plutonu                                           | ppor. rez. Tomasz Wydżga                                     |
| dowódca III plutonu                                          | ppor. Józef Cezary Berezowski                                |
| dowódca 2 szwadronu                                          | por. Edward Sobański                                         |
| dowódca I plutonu                                            | ppor. Ludomir Spychalski                                     |
| dowódca II plutonu                                           | ppor. rez. inż. Jerzy Jełowicki                              |
| dowódca III plutonu                                          | ppor. rez. Leon Adam Epsztein                                |
| dowódca 3 szwadronu                                          | rtm. Bolesław Deszert                                        |
| dowódca I plutonu                                            | ppor. rez. Stefan Stasiak                                    |
| dowódca II plutonu                                           | ppor. Zdzisław Koczurowski                                   |
| dowódca III plutonu                                          | ppor. rez. Zygmunt Radomski                                  |
| dowódca 4 szwadronu                                          | por. Karol Ludwik Kantor                                     |
| dowódca I plutonu                                            | ppor. Bronisław Kawka                                        |
| dowódca II plutonu                                           | ppor. rez. Marian Morawski                                   |
| dowódca III plutonu                                          | ppor. rez. Wiesław Andrzej Grus                              |
| dowódca szwadronu ckm                                        | por. Wacław Szelążek                                         |
| dowódca I plutonu                                            | ppor. Edward Leon Bobowski                                   |
| dowódca II plutonu                                           | ppor. rez. Stanisław Adamczewski                             |
| dowódca III plutonu                                          | ppor. rez. Adam Sadura                                       |
| dowódca plutonu łączności                                    | por. Stefan Fogt                                             |
| dowódca plutonu kolarzy                                      | ppor. Tadeusz Orzencki                                       |
| dowódca plutonu przeciwpancernego                            | por. Michał Stanisław Kochanowski                            |

### Mapy walk pułku w 1939

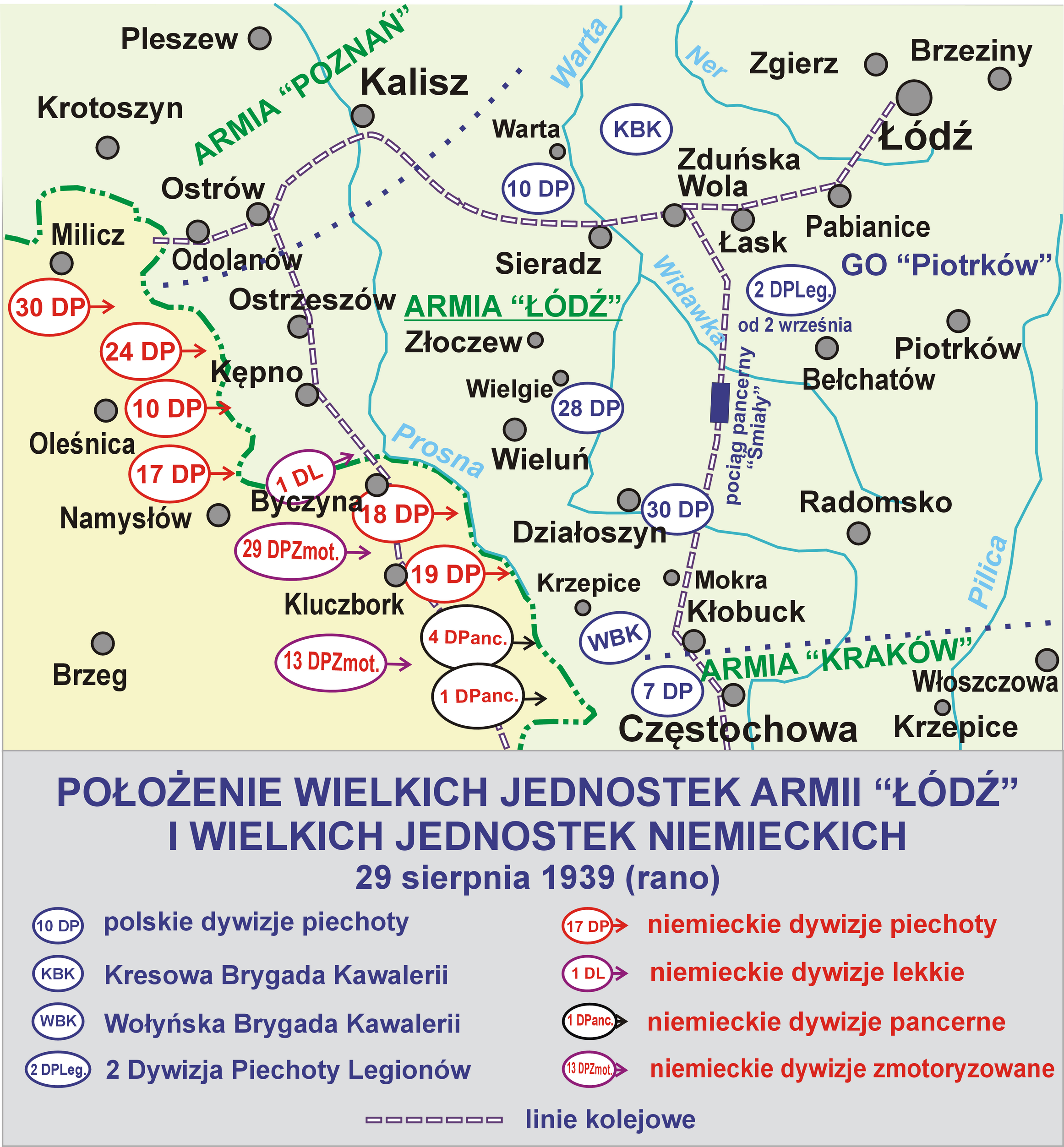
W składzie Wołyńskiej BK
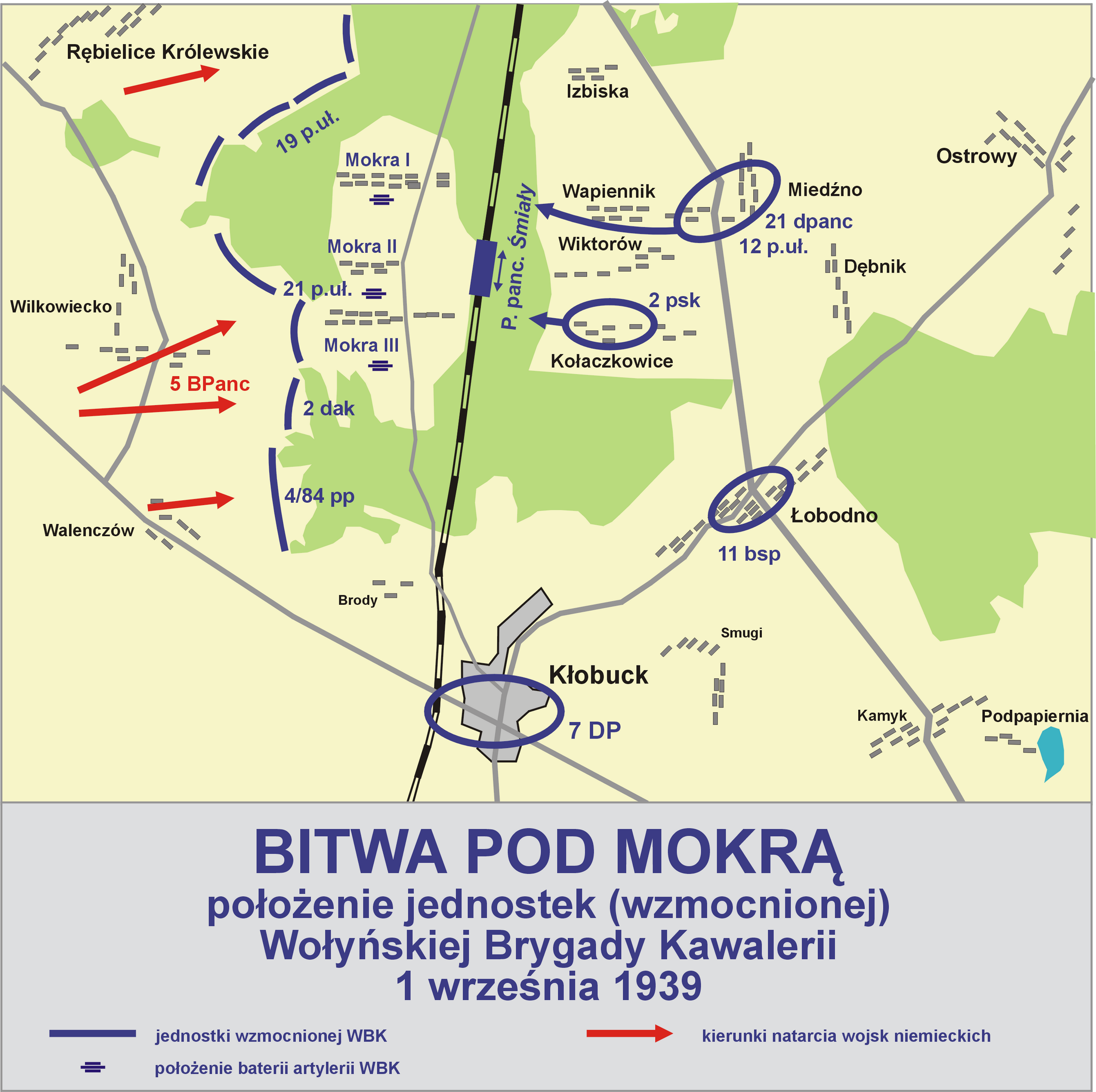
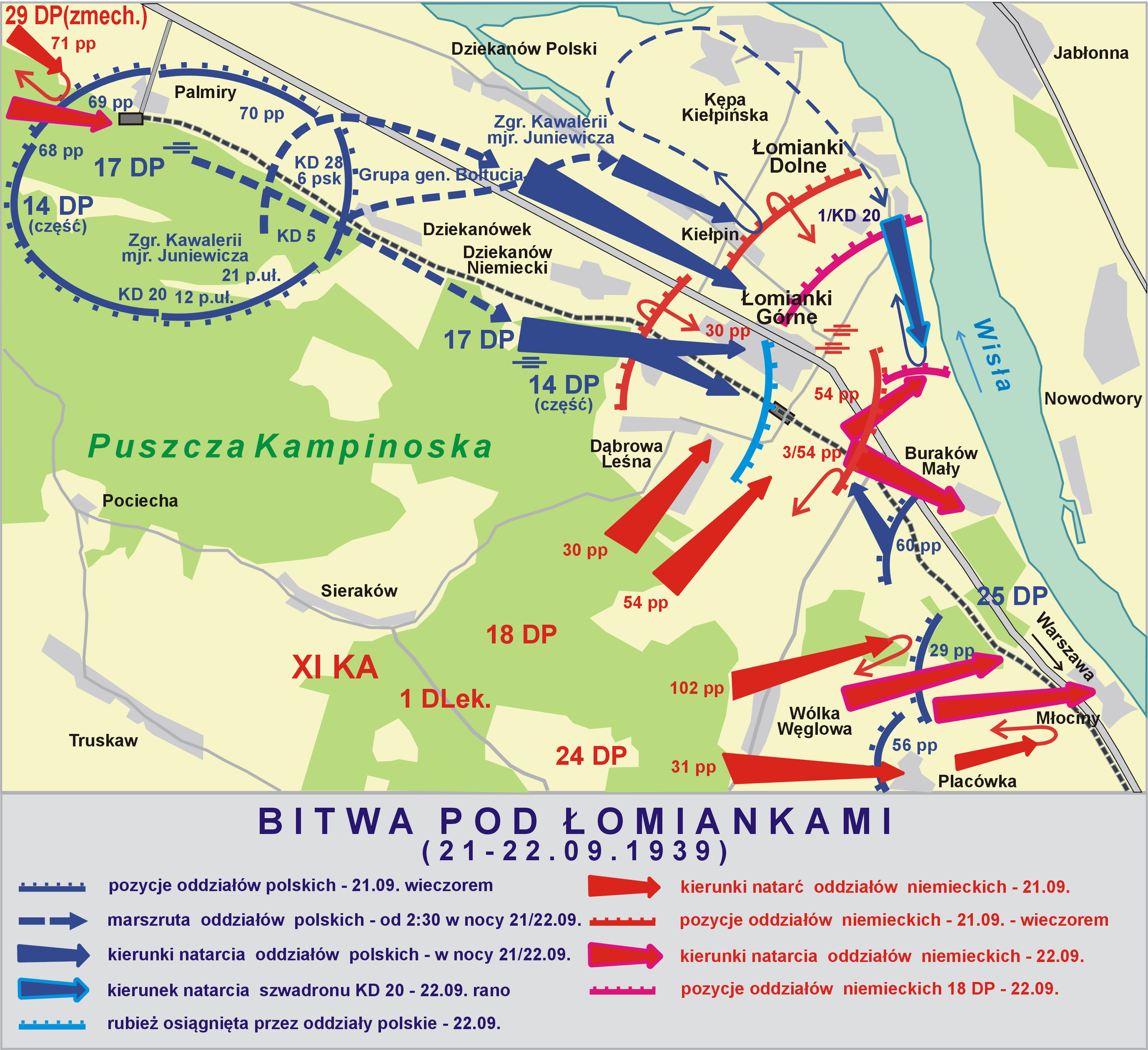

## Symbole pułkowe

### Sztandar
Ziemianie Wołynia ofiarowali pułkowi sztandar w czerwcu 1924 roku. Na prawej stronie sztandaru znajduje się pośrodku orzeł Zygmuntowski, a na czterech rogach cyfra „21”. Strona lewa ma pośrodku wieniec laurowy z napisem „Honor i Ojczyzna”, a na rogach napisy: „Od Polaków ziemi wołyńskiej 18.9 1923” (jest to data zorganizowania komitetu sztandarowego); wizerunek Matki Boskiej Nieustającej Pomocy i napis „Pod twą nieustającą pomocą”; herb ziemi wołyńskiej „3 lipca 1920 11 p. strz. gr. 30 października 1920 21 p. uł. Nadwiśl.” (jest to data powstania pułku i data przemianowania na pułk ułański). Poświęcenie i wręczenie sztandaru odbyło się 15 czerwca 1924 roku na polach pod Równem. Biskup polowy Aleksander Gall odprawił mszę św. po której przewodniczący komitetu sztandarowego dr Karol Baliński wręcza go dowódcy korpusu nr. II gen. dyw. Janowi Romerowi (występował on w zastępstwie nieobecnego na uroczystości Prezydenta Rzeczypospolitej), który wręcza sztandar dowódcy pułku płk Władysławowi Rozlau. Po uroczystości odbyła się defilada konna całej brygady. Do dziś nieznany jest los sztandaru pułkowego, który został ukryty we wrześniu 1939 w Hrubieszowie lub w jego okolicach.

### Odznaka pamiątkowa
Odznaka zatwierdzona bez ogłoszenia w Dz. Rozk. MSWojsk. Posiada kształt krzyża maltańskiego, którego ramiona pokryte są emalią w barwie turkusowej z żółto-białymi paskami pośrodku. W środku krzyża na okrągłej tarczy srebrne godło wz. 1927, otoczone złotym wieńcem laurowym. Między ramionami krzyża promienie z wpisanymi na przemian numerem i inicjałem pułku 21 U. Dwuczęściowa - oficerska, wykonana w srebrze, emaliowana, mocowana dwoma nitami. Wymiary: 40 x 40 mm. Wykonanie: Wiktor Gontarczyk - Warszawa.

### Barwy pułku
| Proporczyk | Opis                                                           |
| ---------- | -------------------------------------------------------------- |
|            | proporczyk turkusowy z wąskim żółto-białym paskiem w środku    |
|            | W 1927 roku seledynowy zmieniony na turkusowy                  |
|            | proporczyk dowództwa w 1939                                    |
|            | proporczyk 1 szwadronu w 1939                                  |
|            | proporczyk 2 szwadronu w 1939                                  |
|            | proporczyk 3 szwadronu w 1939                                  |
|            | proporczyk 4 szwadronu w 1939                                  |
|            | proporczyk 5 szwadronu ckm w 1939                              |
|            | proporczyk plutonu łączności w 1939                            |
| Inne       | Opis                                                           |
|            | Na czapce rogatywce – otok turkusowy                           |
|            | Szasery ciemnogranatowe, lampasy turkusowe, wypustka turkusowa |
|            | „Łapka” (do 1921) – karmazynowa                                |

### Żurawiejki
| Chociaż Wisły nie widzieli, Nadwiślanskich miano wzięli.                   | Nad Wołyniem błyszczą lance, turkusowi „Nadwiślańce”. | Jeden w Polsce turkusowy, To z Równego pułk morowy. |
| Po każdej zwrotce: Lance do boju, szable w dłoń, bolszewika goń, goń, goń! |                                                       |                                                     |

## Nadwiślańscy ułani

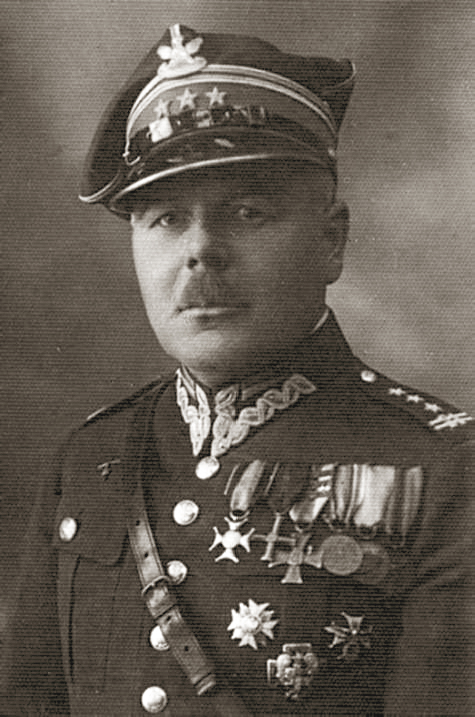
Płk Władysław Antoni Rozlau

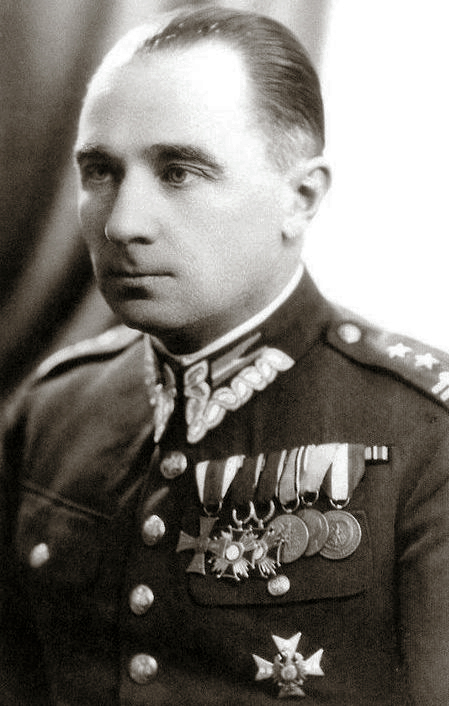
Ppłk Kazimierz Suski de Rostwo

### Dowódcy i zastępcy dowódcy pułku
| Stopień, imię i nazwisko            | Okres pełnienia służby   | Kolejne stanowisko                     |
| Dowódcy pułku                       | Dowódcy pułku            | Dowódcy pułku                          |
| ----------------------------------- | ------------------------ | -------------------------------------- |
| mjr Bohdan Dąbrowski                | 1920                     |                                        |
| płk Aleksander Kunicki              | 1920                     |                                        |
| rtm. Aleksander Obertyński          | 1920                     |                                        |
| płk Aleksander Kunicki              | 1920 – VI 1923           | rezerwa oficerów DOK VI                |
| ppłk Władysław Rozlau               | VI 1923 – 12 III 1929    | rejonowy inspektor koni w Łodzi        |
| płk kaw. Roman Safar                | 22 III 1929 – VIII 1939  |                                        |
| ppłk kaw. Kazimierz Suski de Rostwo | 13 VIII - IX 1939        |                                        |
| Zastępcy dowódcy pułku              |                          |                                        |
| mjr kaw. Marian Żółkiewski          | był w V 1921             | Stacja Zborna dla Oficerów w Warszawie |
| mjr kaw. Bronisław Orzanowski       | 1923–1924                | dowódca szwadronu zapasowego           |
| mjr kaw. Włodzimierz Roznatowski    | p.o. 1924 – 11 I 1926    | dowódca szwadronu zapasowego           |
| ppłk kaw. Bronisław Orzanowski      | p.o. od 11 I 1926        |                                        |
| mjr kaw. Leonard Michalski          | XII 1927 – VII 1929      |                                        |
| mjr kaw. Józef IV Sokołowski        | VII 1929 – III 1930      |                                        |
| mjr dypl. kaw. Zygmunt Wołowski     | 31 III 1930 – 15 XI 1932 | dyspozycja dowódcy OK II               |
| mjr dypl. kaw. Rafał Protassowicki  | 9 XII 1932 - 22 XII 1934 | rejonowy inspektor koni Żółkiew        |
| mjr dypl. kaw. Jan Narzymski        | od 22 XII 1934           |                                        |
| ppłk kaw. Kazimierz Suski de Rostwo | 1936 – 13 VIII 1939      | dowódca pułku                          |

### Żołnierze 21 pułku ułanów - ofiary zbrodni katyńskiej
Biogramy ofiar zbrodni katyńskiej znajdują się między innymi w bazach udostępnionych przez Ministerstwo Kultury i Dziedzictwa Narodowego oraz Muzeum Katyńskie.
| Nazwisko i imię      | stopień              | zawód              | miejsce pracy przed mobilizacją | zamordowany |
| -------------------- | -------------------- | ------------------ | ------------------------------- | ----------- |
| Bogusz Marcin        | podporucznik rezerwy |                    |                                 | Katyń       |
| Deszert Bolesław     | rotmistrz            | żołnierz zawodowy  |                                 | Katyń       |
| Gołembski Stanisław  | podporucznik rezerwy | prawnik            | radca Banku Rolnego w Łucku     | ULK         |
| Jastrzębski Bolesław | podporucznik rezerwy | student SGGW       |                                 | Katyń       |
| Perczyński Tomasz    | podporucznik rezerwy | prawnik            |                                 | Katyń       |
| Piskorski Tomasz     | podporucznik rezerwy | prawnik            | Naczelnik ZHP                   | Charków     |
| Starczewski Michał   | podporucznik rezerwy | absolwent SGGW     | prezes SN w Łucku               | Katyń       |
| Uzdowski Kazimierz   | porucznik rezerwy    | księgowy           |                                 | Katyń       |
| Weight Józef Teofil  | podporucznik rezerwy | lekarz weterynarii | kierownik rzeźni w Mogilnie     | Charków     |